# Histoire de Wasselonne

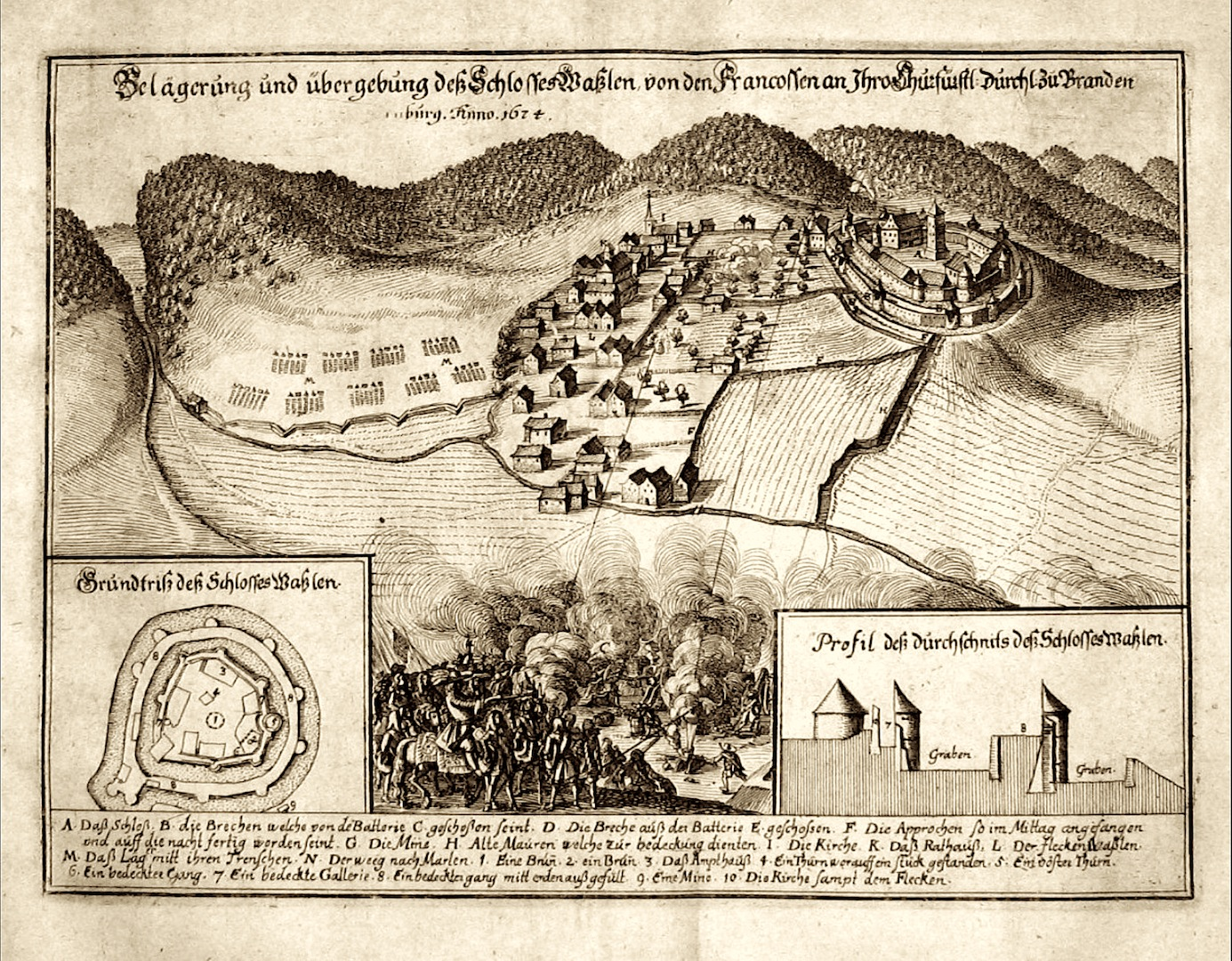
Carte de Wasselnheim, gravée en 1682 par Mathias Mérian,
représentant le château et son village avant sa destruction en 1674.

L’histoire de Wasselonne, commune française du département du Bas-Rhin dans la région Alsace est très riche en événements.

## Des origines de la cité

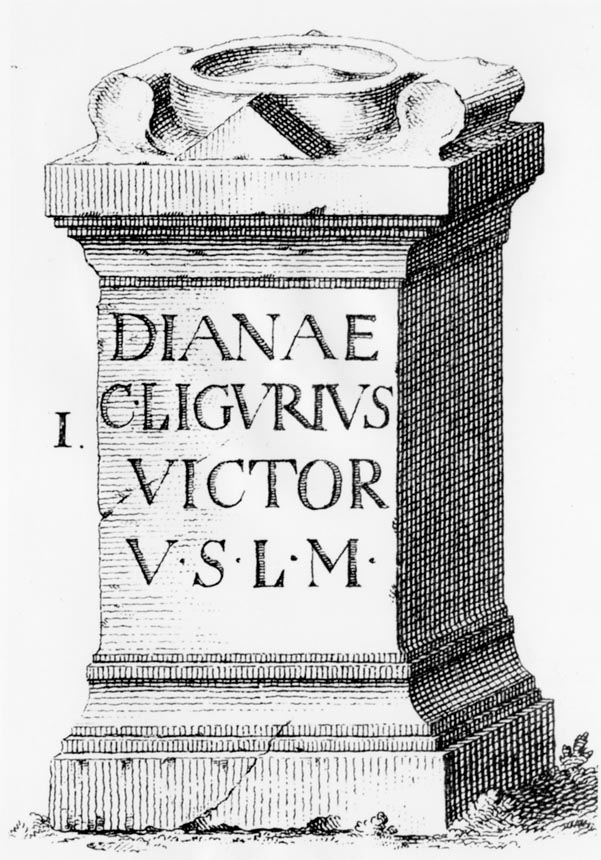
Eau-forte: Autel dédié à Diane à Wasselonne, Musée archéologique de Strasbourg

Des recherches archéologiques effectuées en 1990 au lieu-dit Wiedbield ont mis au jour des vestiges d’occupation humaine remontant au Néolithique, au Rubané, au Poinçonné, à la civilisation de Michelberg, à la période de Hallstatt, et aux ères gallo-romaine et mérovingienne.
En fait, le peuplement humain de Wasselonne serait vieux de 20 000 ans. Du mobilier retrouvé dans une glaisière atteste d’une occupation permanente à l’âge du bronze et à l’âge du fer. Des pièces de bronze retrouvées par l’archéologue Robert Forrer montrent que Wasselonne était d’abord celtique.
À l’époque romaine, Wasselonne est un vicus peuplé par les Triboques. Le village se situait sur la colline de Durenberg et la rive gauche de la Mossig, et était un point de passage sur la ligne secondaire Dabo-Kuttolsheim.

### Toponymie
Attesté sous la forme Wazelnheim en 1221, Wazzelenheim (sans date), Wasslenheim en 1851.
Le nom allemand de Wasselonne est Wasselnheim, conformément à la plus ancienne attestation. L'appellatif -heim « foyer, village », utilisé comme terminaison, est très commun en Alsace et il se retrouve dans le nom des villages voisins comme Marlenheim, Kirchheim, ou encore Nordheim, signifie « maison » ou « foyer ».
Le premier élément est sans doute un nom de personne germanique, comme la plupart des composés avec l'appellatif -heim. Albert Dauzat et Charles Rostaing proposent l'anthroponyme germanique Wezil.
En alsacien, le village porte le nom de Wàssle et en allemand Wasselnheim ou Wasslenheim. Le suffixe -le est aussi courant en alsacien pour remplacer le -heim allemand, comme Marlenheim dont le nom alsacien est Màrle. La forme Wasselonne (sans date), sans doute récente, est une francisation du nom germanique d'origine.

## Héraldique et devise
En 1696, l’armorial de Louis XIV confie à la commune de Wasselonne le blason suivant : « porte d’azur à un saint Laurent, martyr, vêtu en diacre tenant un gril de sa dextre abaissée, et une palme de sa senestre, le tout d’or ».
Le blason simplifié, « d’azur au gril d’or posé en barre » qui se trouve sur le linteau daté de 1606 du porche de la maison située 23 place du Marché, a été confirmé par l’empereur Guillaume II par une Wappenverleihung (attribution des armoiries) le 25 août 1909.
Saint Laurent est le patron de la cité, de la paroisse catholique et le titulaire de l’église protestante de Wasselonne.

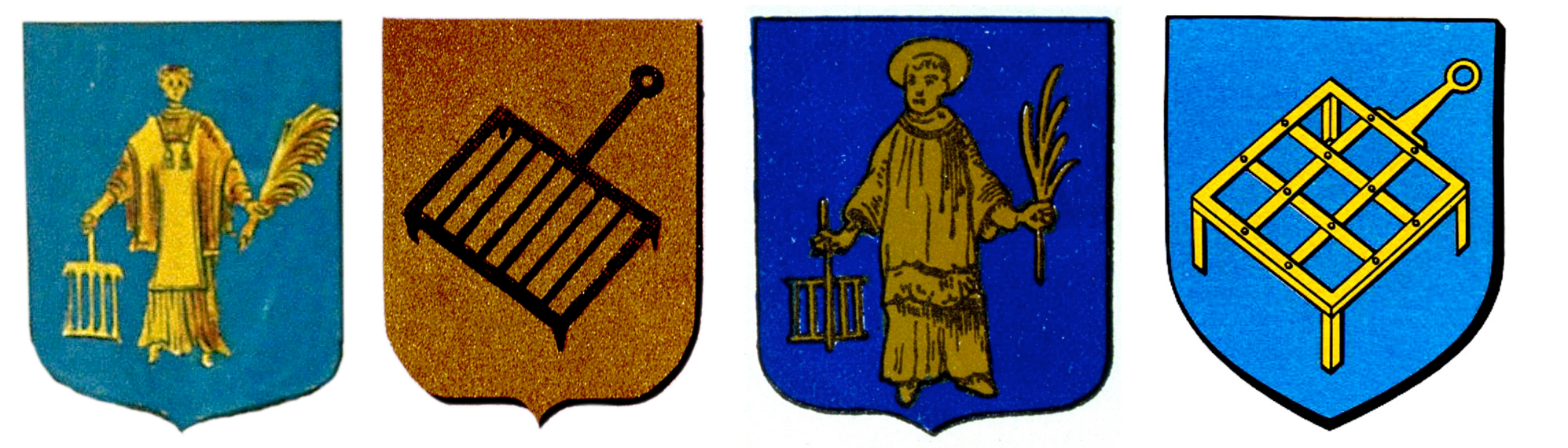
De gauche à droite :
1. Porte d’azur à un saint Laurent, martyr, vêtu en diacre tenant un gril de sa dextre abaissée, et une palme de sa senestre, le tout d’or. Armorial de Louis XIV, 1696.
2. D’or au gril de sable posé en barre, Frédéric-Emile Simon 1849
.
3. Armoiries de Wasselnheim, période de la première annexion de 1871.
4. D’azur au gril d’or posé en barre, 1909.

## Du Moyen Âge à la Renaissance, un château et sa cité

### De la construction auXIIIesiècle

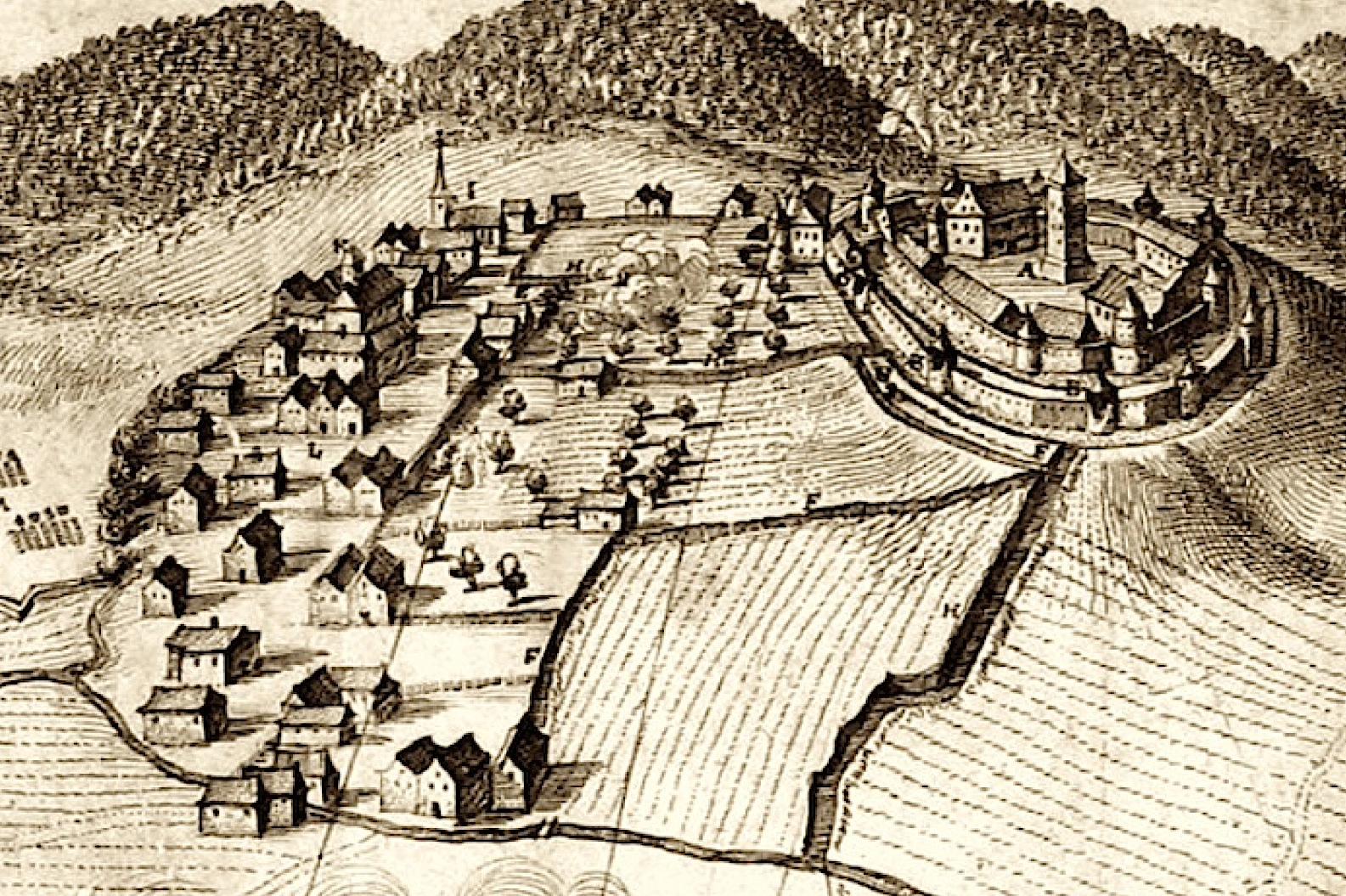
Wasselonne et son château en 1674,
cuivre gravé par Mathias Mérian

Wasselonne est mentionné pour la première fois dans un document de 754 sous le nom de Wasselnheim par la comtesse Adala, descendante des ducs d’Alsace; mais la découverte d’armes et de monnaies laissent présumer que le site fut habité dès l’époque Celtique.
Aucun texte n’évoque l’existence du château de Wasselonne avant le XIVe siècle. S’il existait entre le Xe siècle et le XIIIe siècle, il devait être de proportions plus modestes et n’avoir été développé en une puissante forteresse qu’à partir du XIVe siècle. Au début du XVe siècle, il est présenté comme l’une des forteresses les plus importantes de la Basse Alsace. Le château possédait vingt-sept tours, cinq énormes et vingt-deux plus petites.
Le château de Wasselonne était le siège du bailliage de Wasselonne. Les pierres utilisées pour sa construction ont été extraites des carrières de grès rose du Kronthal, identiques à celles qui ont servi à la construction de la Cathédrale de Strasbourg.

### XIVesiècle
En 1308, la moitié du ban communal de Wasselonne est inclus dans une transaction entre l’empereur Henri VII et les évêques de Strasbourg pour les faire renoncer à leurs prétentions sur Mulhouse.

### XVesiècle, la Guerre de Wasselonne.

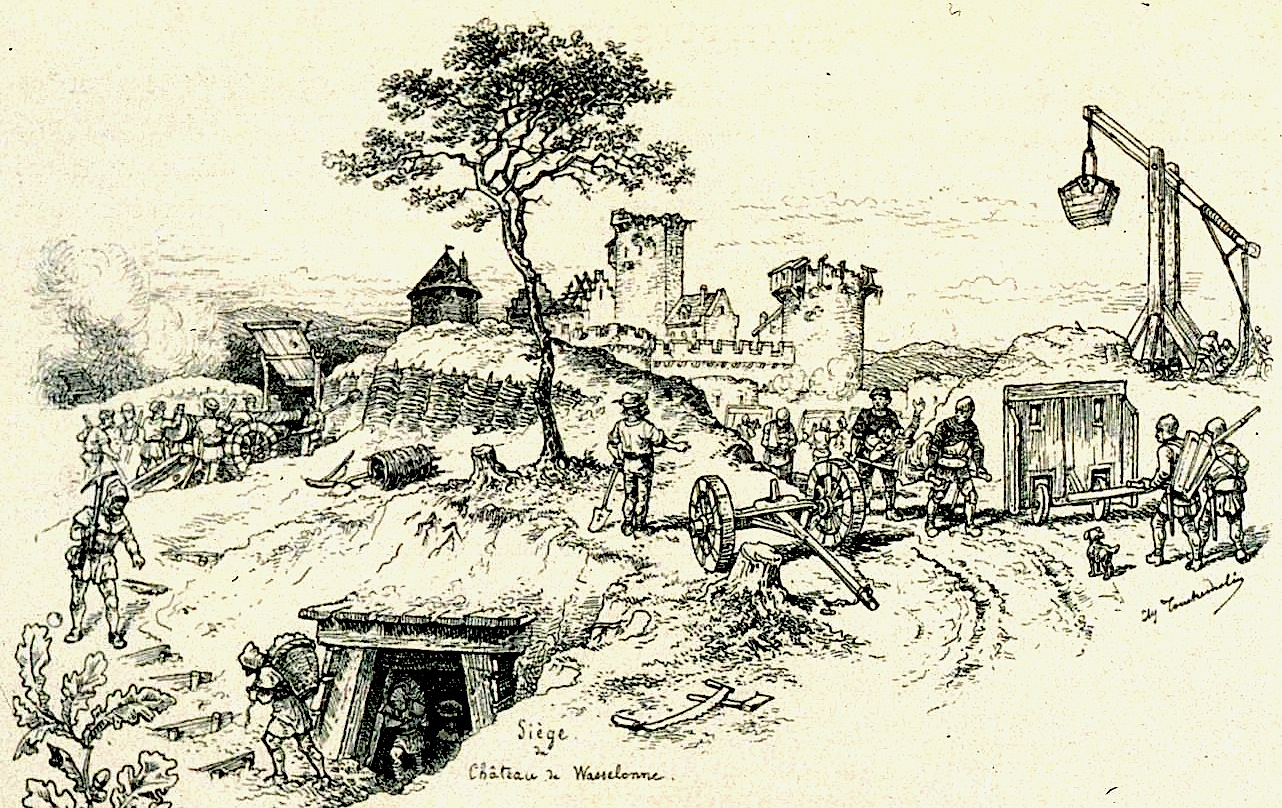
Siège du château pendant
la Guerre de Wasselonne en 1448.

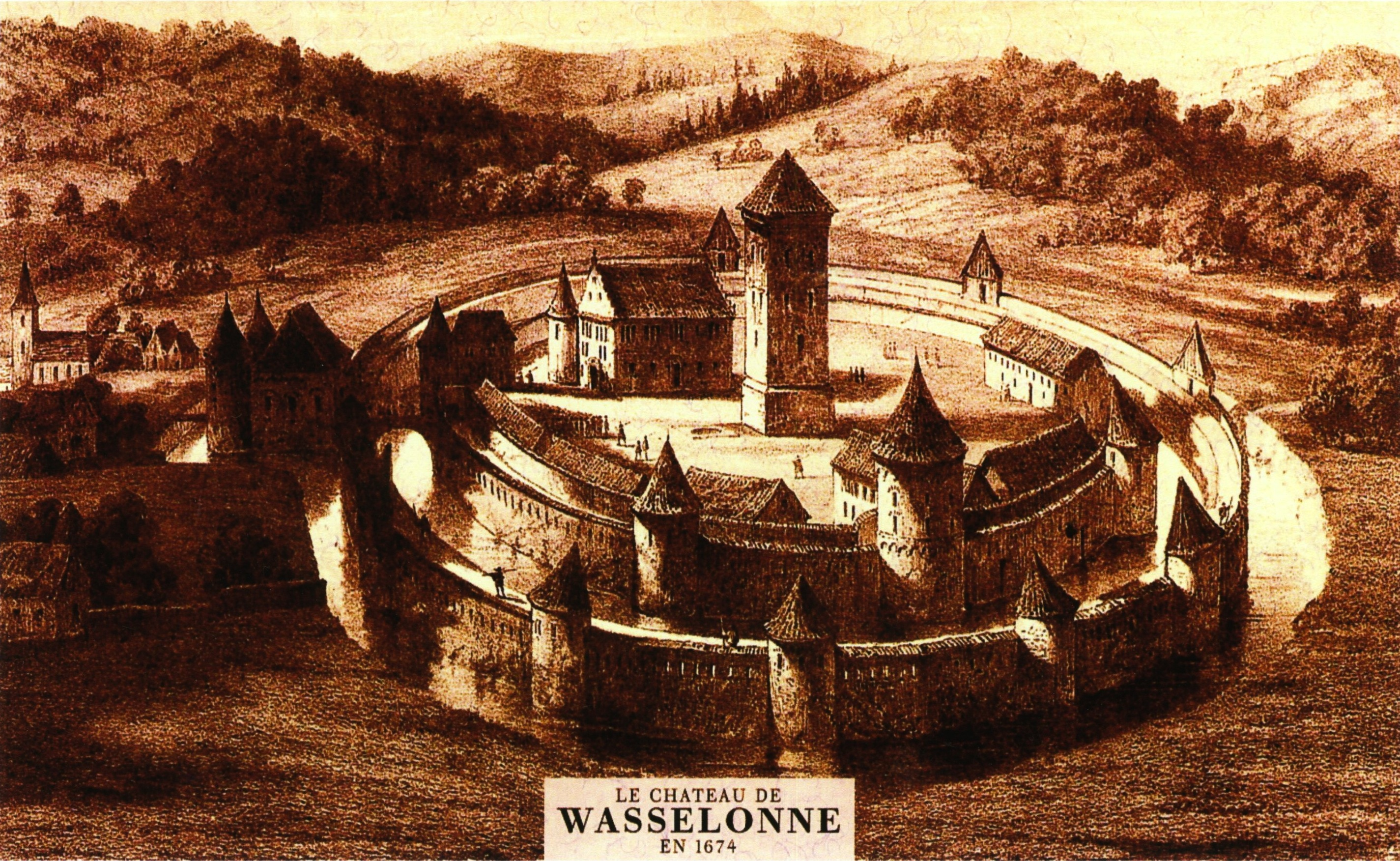
Le château reconstruit vers 1450,
dans son état de 1674,
lithographie du XIXe siècle.

Un mariage princier a lieu en 1425 entre Friedrich von Dahn, fils de Walther von Dahn, bailli de Basse-Alsace, descendant d’une famille de nobles palatins dont le château ancestral Altdahn se trouvait près de l’actuelle ville de Dahn dans le Palatinat et Eda von Waszelnheim, fille de Hans von Waszelnheim, bailli du fief impérial de Wasselonne.
En 1447, pendant la Guerre de Wasselonne (1446-1448) que le Grand chapitre de Strasbourg eut à soutenir contre Guillaume, comte de Fénétrange et Walther von Dahn qui a possédé le fief impérial de Wasselonne de 1425 à 1483, Wasselonne fut assiégée et prise par ces derniers puis reprise par les troupes strasbourgeoises qui incendièrent le château en 1448. Il fut cependant reconstruit rapidement contrairement au château du Nideck, son voisin, lui aussi entièrement ravagé.
De tracé presque circulaire, se succédaient trois murs d’enceintes avec deux fossés sans eau. Une quinzaine de tours flanquaient les deux premières enceintes. Au centre, une haute tour carrée, ancien clocher d’église, faisait office de tour de guet.
Walther von Dahn vendit à la ville de Strasbourg, en 1496, pour 7 000 florins florins, le château et le village de Wasselnheim, avec toutes les munitions de guerre, comme aussi Brechlingen, et la moitié des villages de Fridesheim et Utelnheim, vente à laquelle l’empereur Maximilien Ier du Saint-Empire a donné son consentement, sous la double condition que la ville de Strasbourg préposerait toujours un personnage noble, pour recevoir les investitures des empereurs, et que les Adeltzheim remplaceraient les biens vendus par d’autres, qu’ils achèteraient à concurrence de 1 000 florins, et qu’ils offriraient en fief à l’empire. La ville commit le chevalier Frédéric Bock, pour la représenter dans la première investiture, et l’empereur délégua le comte Henri de Hennenberg, écolâtre du grand chapitre, pour recevoir son serment. Les nobles de Lutzelburg, qui avaient un droit d’habitation dans le château de Wasselonne, ont de même vendu ce droit avec d’autres biens à la ville de Strasbourg, en 1506.

### XVIesiècle, laGuerre des évêques.

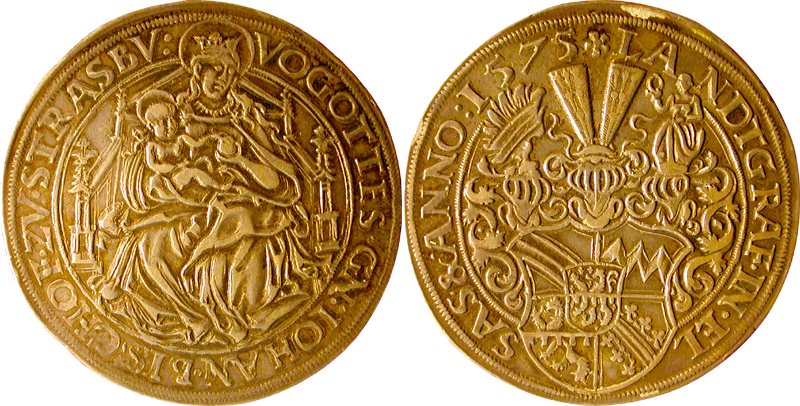
Évêché de Strasbourg,
Thaler de Jean de Manderscheid, 1575.

En décembre 1524, peu de temps après les premiers frémissements de la Réforme à Strasbourg, les responsables du bourg demandent au Magistrat un prédicateur évangélique. Andreas Keller-Cellarius sera son premier pasteur à partir de 1525 et Wasselonne passe à la Réforme.
L’évêque de Londres Edmund Grindal, qui devint en 1576 primat d’Angleterre, se réfugia à Wasselonne en mai 1554 pour se soustraire aux persécutions que sa volonté de réforme lui avait attirées sous le règne de la reine Mary I. Il s’instruisit de la langue allemande, au point qu'il y prêcha publiquement dans cette langue. Il y resta jusqu’en 1559.
Après la mort de Jean IV de Manderscheid (1569-1592), prince-évêque de Strasbourg et Landgrave de Basse-Alsace, Jean-George de Brandebourg (1577-1624), administrateur protestant et laïc de l’évêché de Strasbourg de 1592 à 1604 et le cardinal Charles II de Lorraine (1567-1607), s’étant disputé le siège épiscopal, il s’ensuivit la Guerre des évêques (1592-1604) qui mit l’Alsace rurale à feu et à sang et pendant laquelle Wasselonne fut occupée par les troupes du cardinal de Lorraine. Le 8 juillet 1592, la place forte de Wasselonne fut abandonnée par les Strasbourgeois.

### XVIIesiècle, le rattachement de l’Alsace au royaume de France.
À l’issue de la Guerre de Trente Ans (1618-1648), l’Alsace exsangue fut rattachée à la France de Louis XIV.
Le château fut au cours de la Guerre de Hollande (1672-1678) l’objet d’un litige entre le maréchal de Turenne (1611-1675) et les Brandebourg. Il fut occupé successivement par les troupes de Turenne et celles de Louvois.

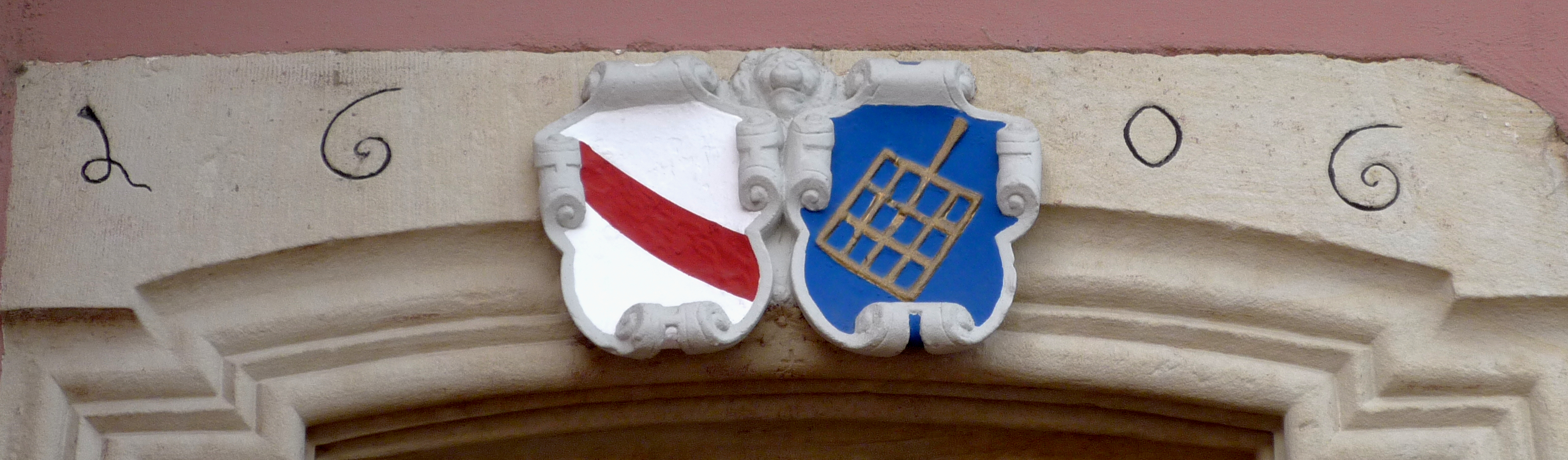
Wasselonne, sur la place du Marché,
linteau de porte armorié aux armes de Strasbourg et Wasselonne.

En 1674, pendant la campagne de Turenne en Alsace, la cité fut prise par les troupes françaises : le commandant de la place-forte avait permis à quelques soldats français d’entrer dans le château ; lorsque ceux-ci se virent en nombre, ils tombèrent sur la garnison de cent quarante hommes et prirent possession du château et de la ville où ils trouvèrent des approvisionnements considérables. Ils en furent expulsés le 30 octobre de la même année, par les troupes brandebourgeoises. Après un bombardement de trois jours, les lieux étaient partiellement détruits. Ils ne furent jamais reconstruits.
Après l’annexion au royaume de France, l’église devient simultanée en 1686.

### XVIIIesiècleet la Révolution française

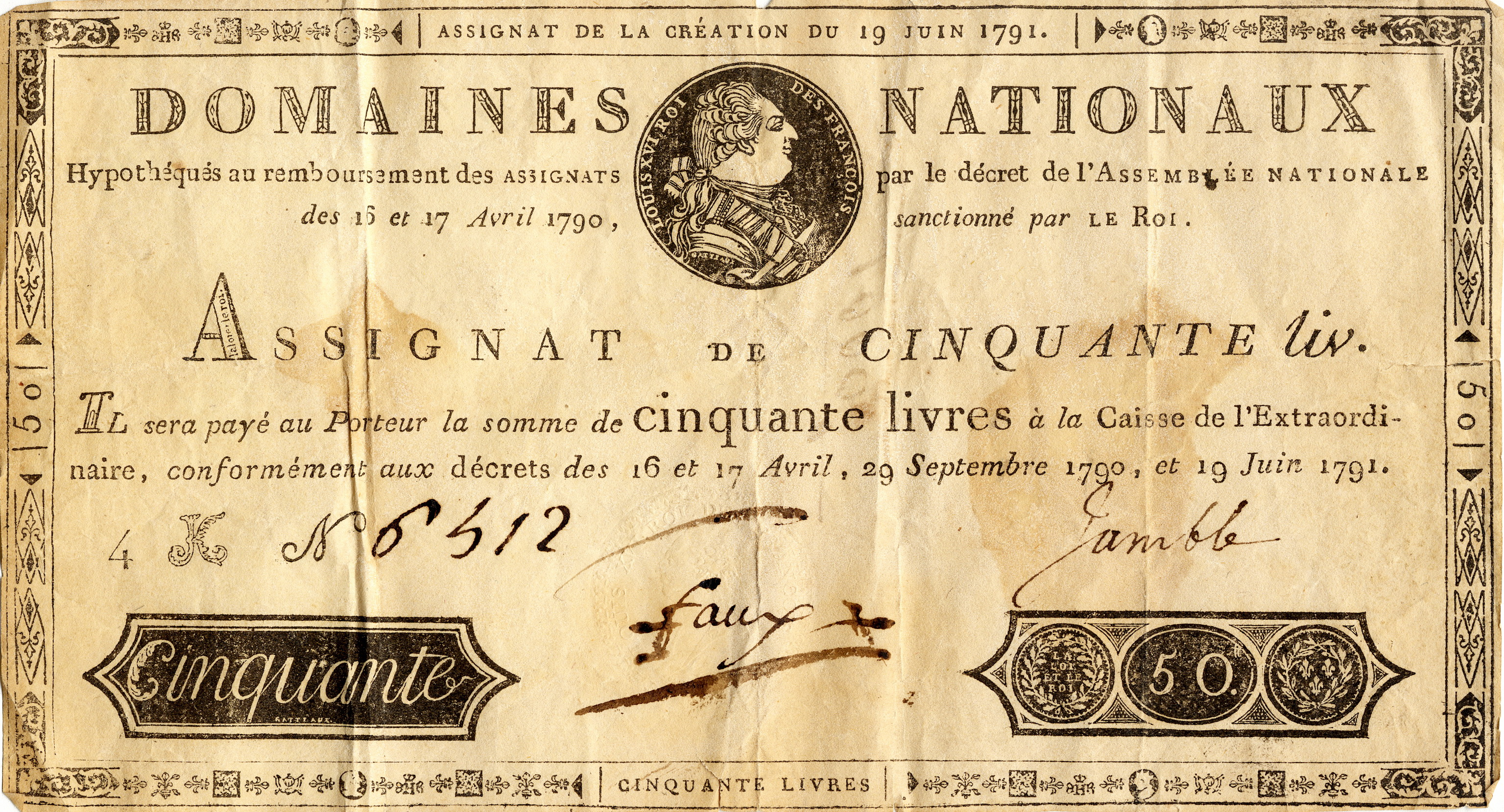
Assignat de 1790
en usage à Wasselonne.

Au XVIIIe siècle, la majorité de la population wasselonnaise parle uniquement l’alsacien, à l’exception des élites, qui parlent allemand. Des francophones arrivent entre 1680 (date de l’annexion à la France) et 1789, notamment d’une part des Suisses calvinistes originaire des cantons francophones, et des Français de l’intérieur, de confession catholique, originaire de Lorraine ou de Franche-Comté. Ils restent cependant minoritaires.
En 1757, après sa démolition, la nouvelle église Saint-Laurent, construite de concert par les deux cultes en style baroque, est achevée.
Le 15 janvier 1790, Strasbourg perd son statut de capitale de l’Alsace et son territoire rural. Wasselonne devient alors une « commune égale et libre au sein du département, toute servitude et tout lien d'asservissement ayant disparu entre l'ancienne ville seigneuriale et ce qui furent ses possessions ». Pendant la Révolution, le pouvoir reste aux mains des anciens baillis et de la bourgeoisie locale.
Le 18 mars 1790, dans son cahier de doléances, le bailli de Wasselonne Philippe-Xavier Horrer, soutenu par cent bourgeois de Wasselonne, demande notamment que l’allemand redevienne la langue officielle en Alsace, un vœu qui ne sera jamais exaucé.
Pendant la Révolution française, le français commence à s’implanter profondément et durablement à Wasselonne, car les actes officiels, autrefois rédigés dans un allemand fortement marqué par les apports du dialecte, sont rédigés dans un françois d’abord approximatif, puis s’affinant sous le Directoire puis l’Empire.

## LeXIXesiècle: entre apogée et déclin industriel

### De NapoléonIerà la Guerre Franco-Prussienne (1799-1870)

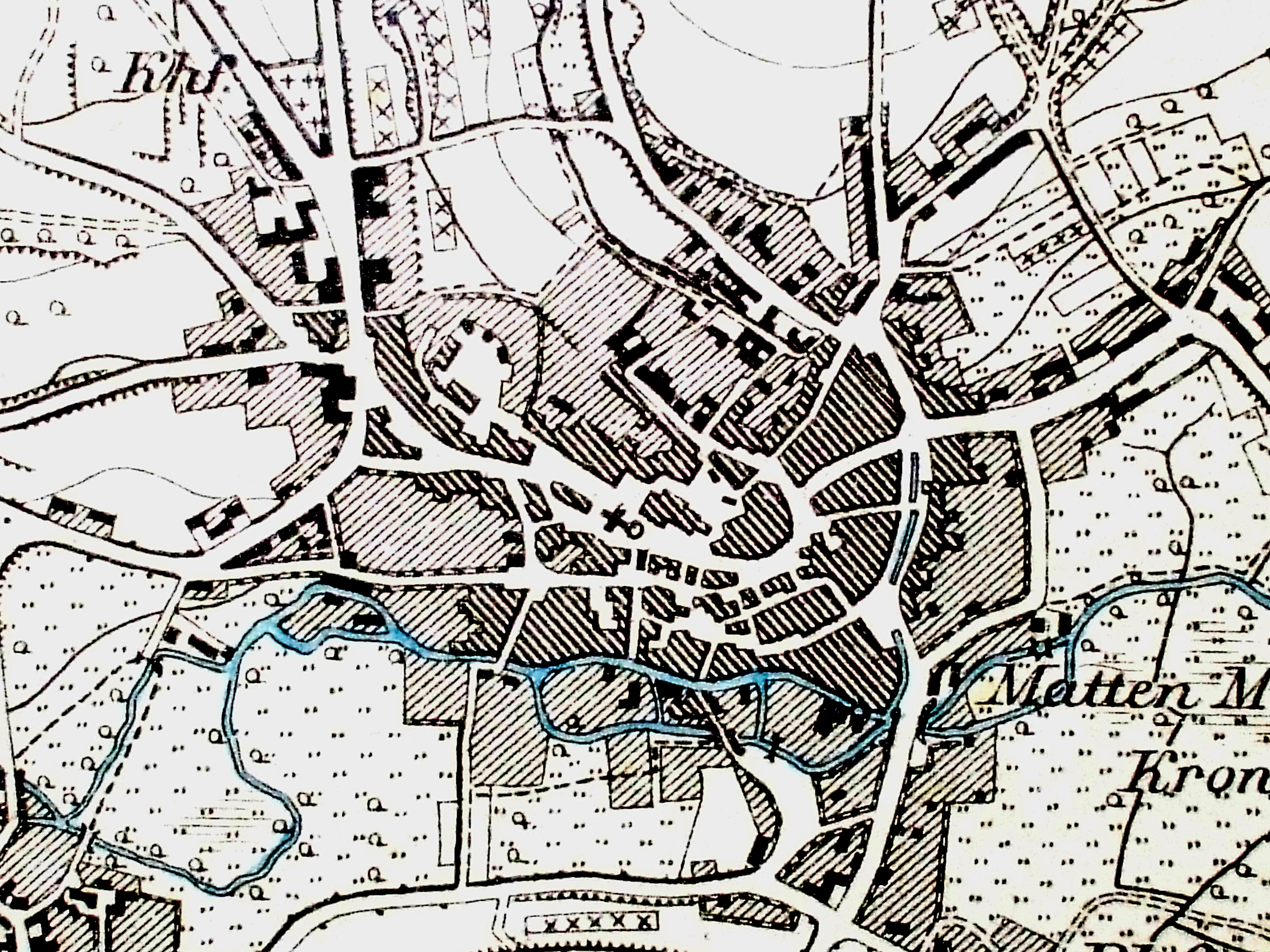
Carte d’État major de 1885.

Le territoire de Wasselonne, dont une très petite partie est en plaine, est assez fertile, malgré son sol aride et pierreux. Il s’y trouve de nombreuses fabriques de bas et chaussons, de chaux, de plâtre, de produits chimiques, de savon et chandelles ; douze moulins, onze brasseries, dix tanneries, quatre filatures de laine, blanchisserie de toiles, tissage de calicots. On y fait un grand commerce en grains et en vins.
Entre 1811 et 1919, Wasselonne est le deuxième centre de tannage du Bas-Rhin, juste après Strasbourg. Elle est dépassée dans les décennies suivantes par Barr.
Tandis que sous l’Ancien Régime, l’enseignement se fait en allemand, l’enseignement du français est introduit grâce à l’initiative du protestant Charles Blaesius, qui en a fait la demande à l’Académie de Strasbourg, laquelle fut accordée en 1819.

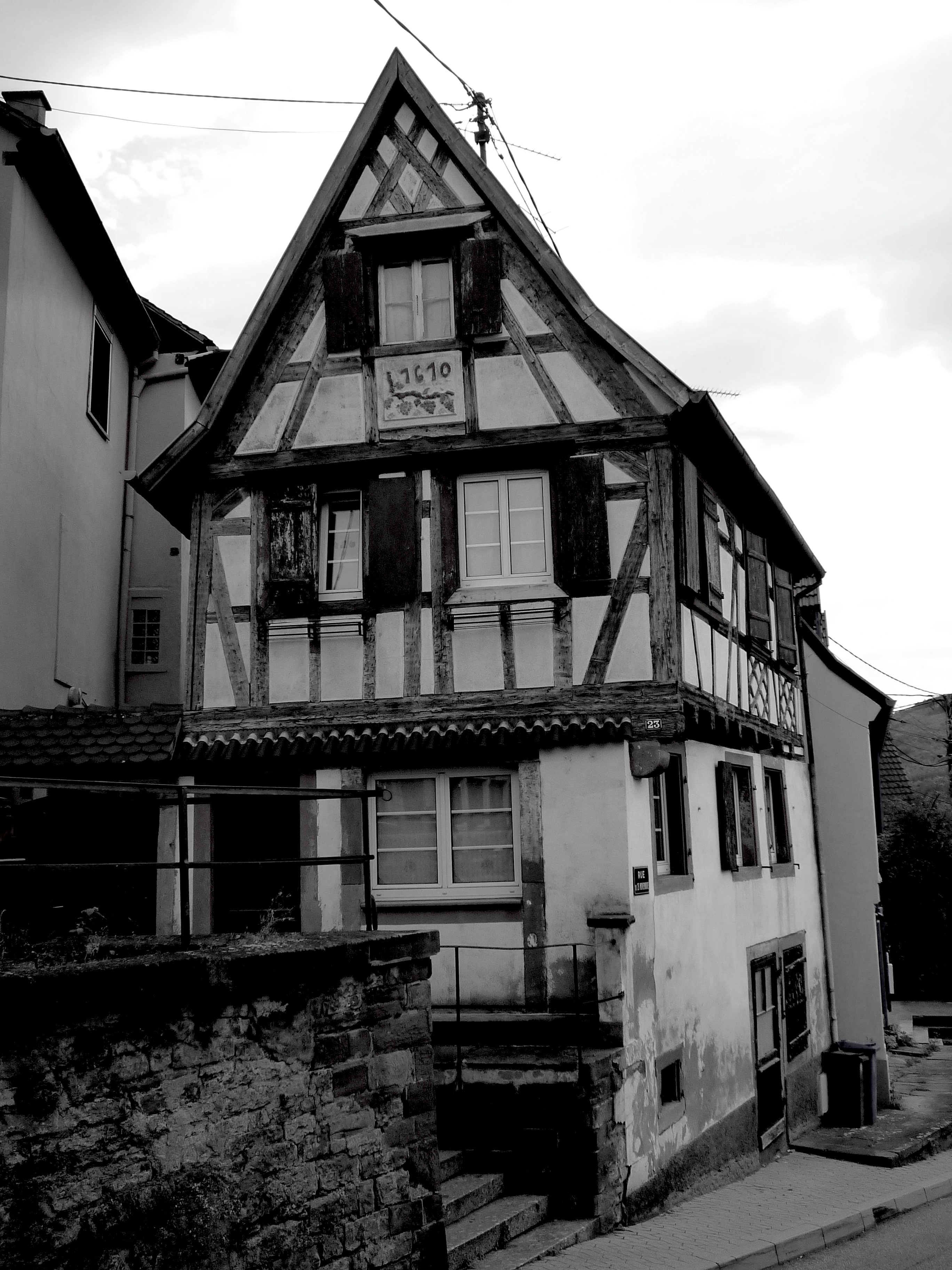
Maison à colombages construite en 1616.

Alors en expansion, la commune passe de 319 maisons en 1732 à 552 en 1819, toutes numérotées de 1 à 480, sauf 72 maisons ayant un numéro situé entre 1 et 480 auquel est apposé la mention « bis ».
Le 7 octobre 1828, Charles X, en visite officielle en Alsace, passe à Wasselonne où il est accueilli chaleureusement, par des danses, des chants, « un spectacle des plus ravissants ».

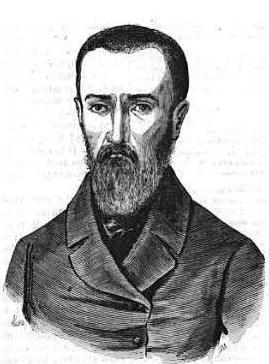
Aloysius Huber,
agitateur anarchiste.

Le 19 juin 1831, la ville accueille le roi de France Louis-Philippe Ier. Quelques années plus tard, un ouvrier-tourneur anarchiste originaire de Wasselonne, Aloysius Huber, tente de l’assassiner à Paris, avec une machine infernale. Son état mental était probablement instable, en effet, il se prenait pour le Christ. Condamné au bagne, il est gracié par Napoléon III en 1852.
Alors que l’importance des sapeurs-pompiers augmente et celle de la garde nationale régresse, il est question en 1844 de créer un commissariat de police à Wasselonne.

### La première Annexion de l’Alsace (1871-1918)

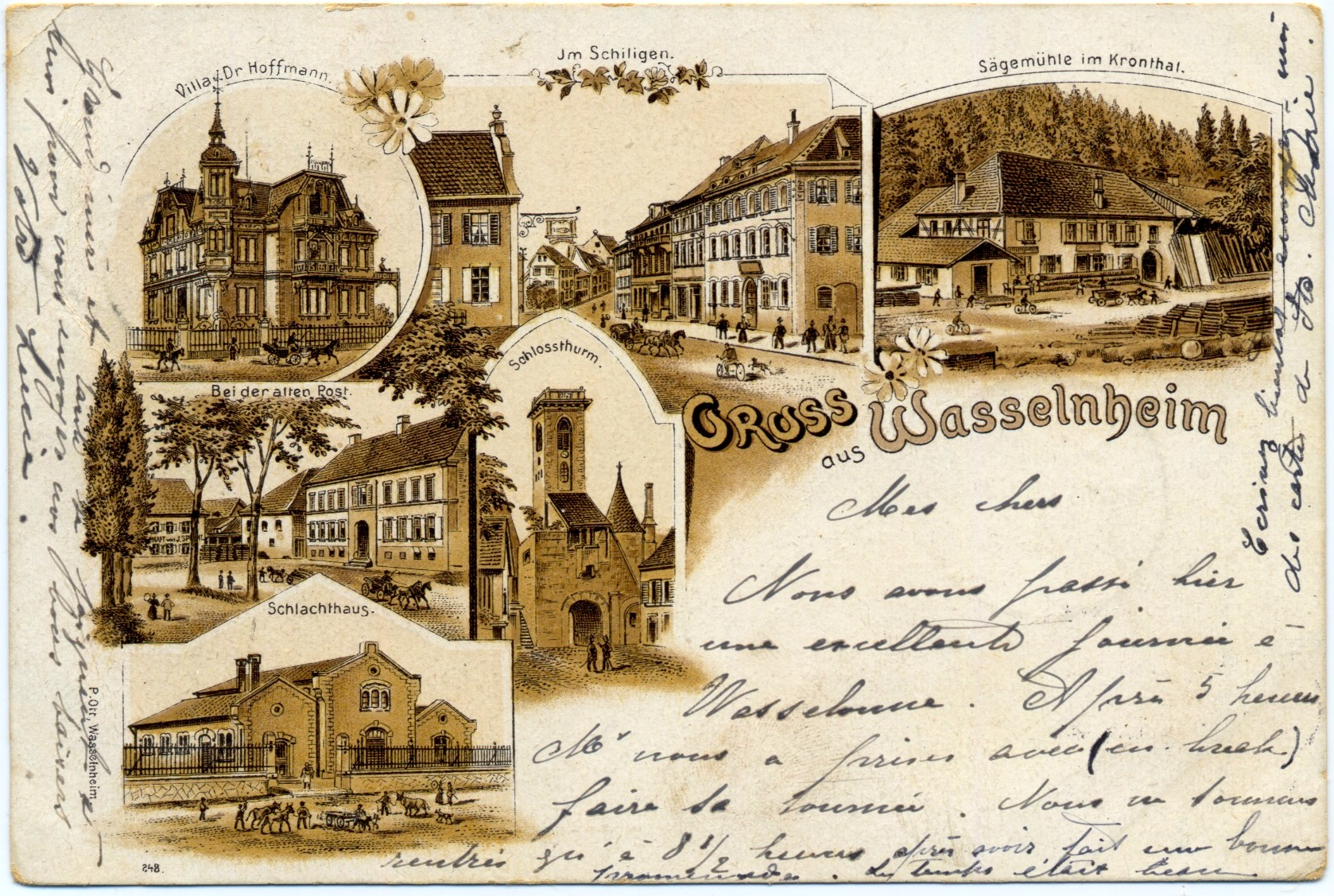
Grüss aus Wasselnheim,
carte postale illustrée par
l’imprimeur Pie Ott vers 1890.

Les armes du
Reich Elsass-Lothringen.

En 1871, l’Alsace est annexée au Reich allemand. La langue allemande est imposée de force, et il est interdit de parler français. Les professeurs francophones sont limogés. La cité se germanise, les noms de famille et les prénoms sont alémanisés.
La Communauté israélite de Wasselonne est créée dans la seconde moitié du XIXe siècle. Le premier Juif à habiter à Wasselonne intra muros est Benoît Neymann, un fabricant de pain azyme qui loge dans la Brunngasse avec sa famille. Pour assurer son culte public, elle loue à partir de 1890, un local aménagé en oratoire dans l’actuelle Caisse d’Épargne.
Wasselonne a été reliée dès la fin du XIXe siècle à Molsheim et à Saverne par le chemin de fer. La ligne a été exploitée à partir de 1864, vingt ans après la pose des premières traverses sur la jonction Strasbourg-Bâle. Son terminus est alors la gare de Wasselonne.

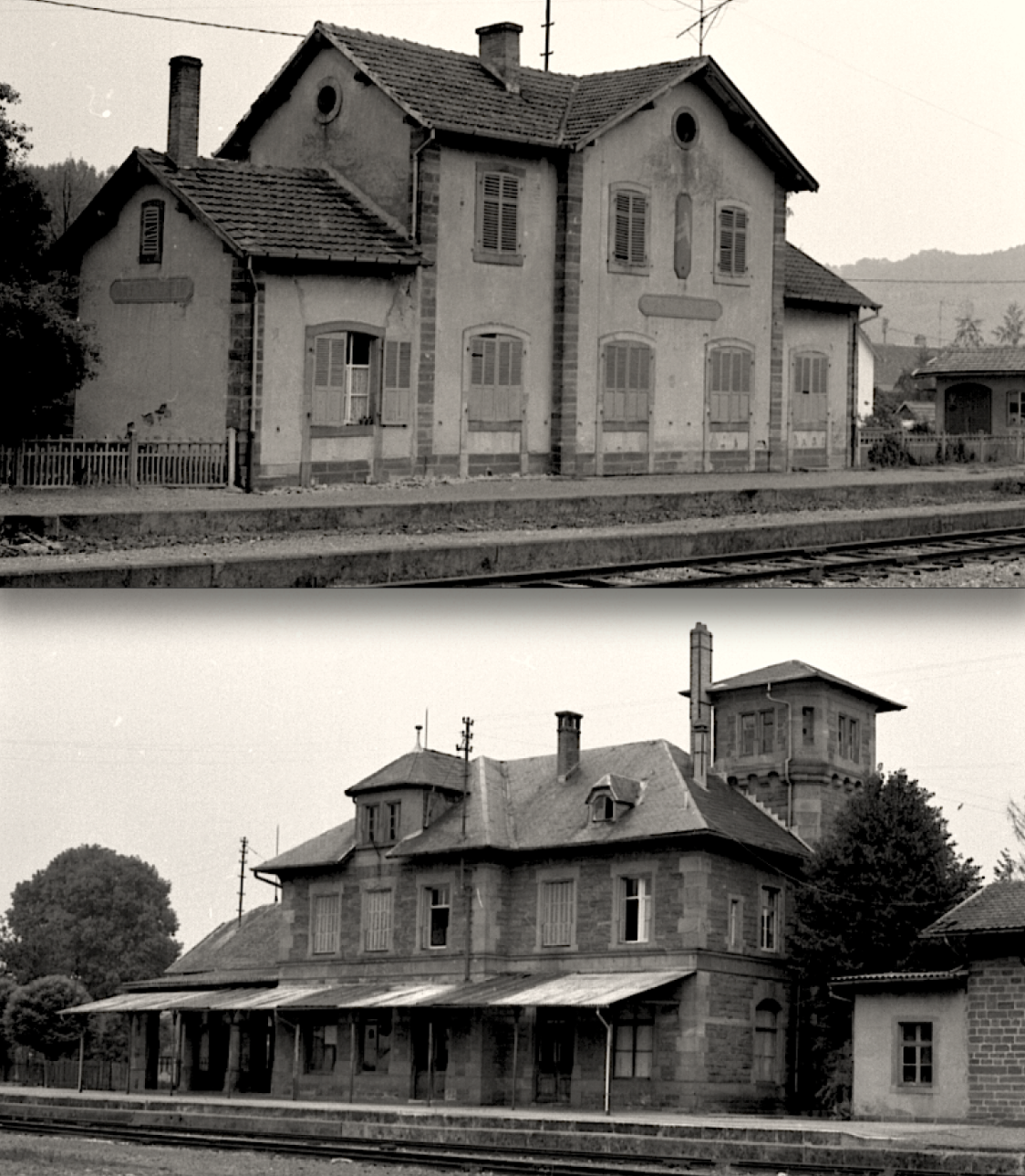
Les anciennes gares de 1864 et 1902.
dans leur état de 1975.

Construite à l’économie, elle est alors quotidiennement desservie par trois ou quatre trains de voyageurs et de marchandises. On y circule en moyenne à 30 km/h. Mais quand l’Alsace est annexée en 1871, les Allemands choisissent, pour des raisons stratégiques et économiques, d’organiser par le rail le contournement de Strasbourg. Prolongée vers Saverne en 1877, la ligne Saverne-Molsheim, inscrite dans l’axe nord-sud, prend de plus en plus d’importance.
À la fin du XIXe siècle, la ville chef-lieu de canton est le siège d’une justice de paix, d’une cure cantonale, d’un bureau d’enregistrement, d’une perception des contributions directes, d’une recette des contributions indirectes, d’une direction de poste aux lettres, d’un relais de poste aux chevaux et d’une brigade de gendarmerie à cheval ; elle est la résidence d’un garde général des eaux et forêts, de deux notaires et de trois huissiers. Elle dispose d’un hôpital cantonal, d’une gare de chemin de fer, de bains municipaux et d’un abattoir. Wasselonne est en outre le siège d’un consistoire de l’Église de la Confession d'Augsbourg d'Alsace et de Lorraine. Il s’y trouve un bureau de bienfaisance, dont les recettes se sont élevées, en 1849, à 4 295 Francs.
En 1867, la Caisse d'épargne de Strasbourg ouvre une succursale à Wasselonne. En 1899, s'inspirant du modèle de Brumath, le conseil municipal de Jules Robinet demande l'autonomie de sa caisse d'épargne, autonomie qui devient effective le 1er avril 1901.
Le projet de construction d’une église catholique débute en 1897 par l’acquisition du terrain de construction pour la somme de 32 000 Marks.
Les travaux interrompus par la Première Guerre mondiale, ne peuvent reprendre après les hostilités, pour cause de crédits insuffisants.

## UnXXesièclemarqué par les bouleversements

### La Première Guerre mondiale (1914-1919)

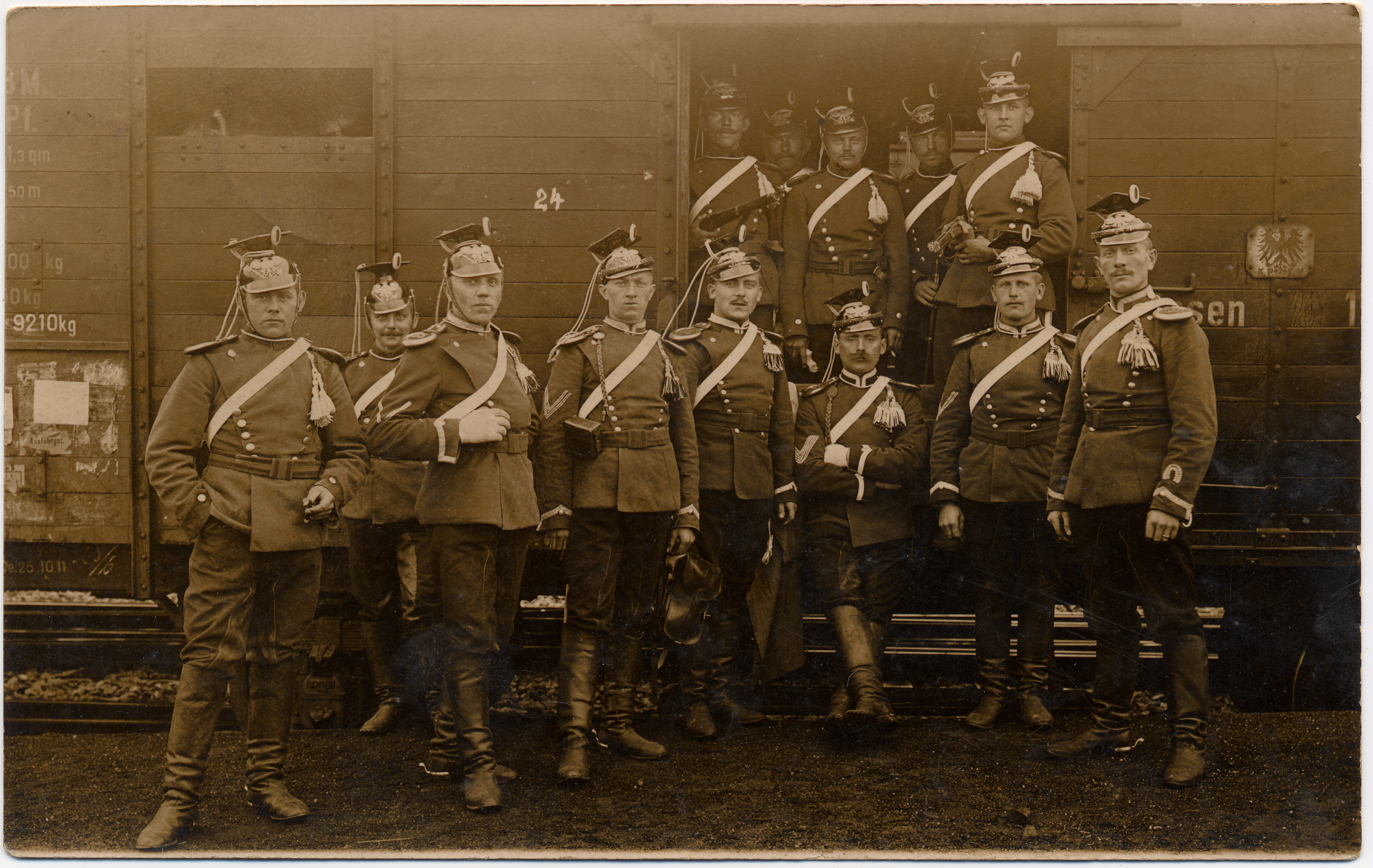
Incorporés Wasselonnais du
XVe Régiment de Hulans Schleswig Holstein en gare de Sarrebourg. 1914.

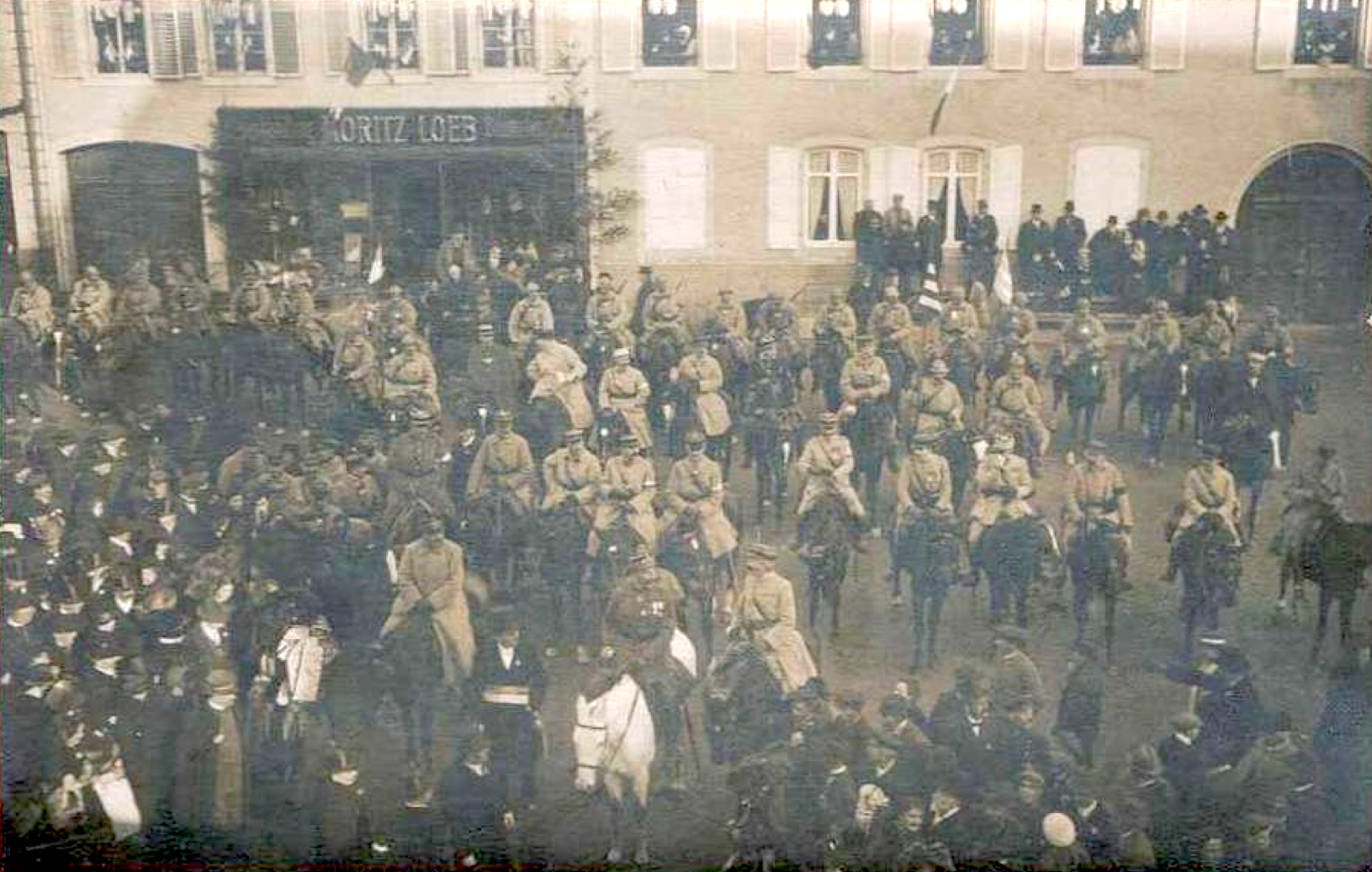
Célébrations de la Victoire,
devant la mairie en novembre 1918.

N’étant pas sur la ligne de front, Wasselonne ne fut pas directement touchée par les combats. Lorsque la Première Guerre mondiale débuta en août 1914, l’Alsace-Lorraine était depuis 1871 un Reichsland sous domination allemande. À Wasselonne, les hommes en âge de partir à la guerre furent donc tout au long du conflit légalement enrôlés dans l’armée impériale allemande. Par défiance, ils étaient plutôt affectés sur le front est, en Crimée.
À Wasselonne, cent quarante hommes sont incorporés dans l’armée allemande. Dans les premiers jours de la guerre, deux Wasselonnais sont tués au front. Ils seront huit au total à périr sous les couleurs de l’Empire allemand dès 1914. Le Landsturm Bataillon Friedberg est stationné à Wasselonne dès le début du conflit.
En mars 1916, le maire Jules-Auguste Kopp meurt d’une grave maladie et est remplacé par Léon Dietrich, qui sera lui-même remplacé par Victor Band fils.
Les combats s’éternisant, une crise monétaire se fit durement sentir en Alsace à partir de 1916 et ce jusqu’à l'armistice de novembre 1918. N’ayant plus confiance dans le papier-monnaie allemand, les Alsaciens amassèrent, malgré les interdictions officielles, les pièces en nickel de 5, 10 et 50 pfennig. Face à la pénurie de monnaie, les petits commerçants de Wasselonne se plaignent au conseil municipal.
En janvier 1918, l’Allemagne crée un camp de prisonniers dans les bâtiments de l’ancienne tannerie Loew. Cet établissement détenait une trentaine de personnes, qui travaillaient à Wasselonne, Romanswiller et Marlenheim. La retraite des troupes allemandes commence en septembre, et se poursuit jusqu’à l’Armistice, le 11 novembre 1918. En cette période trouble où l’Alsace, et notamment Strasbourg, est en pleine révolution, Wasselonne reste relativement calme.
À la fin de la guerre, Wasselonne déplore la mort de quatre-vingts de ses habitants morts au combat. Wasselonne redevient officiellement française le 28 juin 1919.

### Les «Années folles» et le Front populaire (1919-1939)

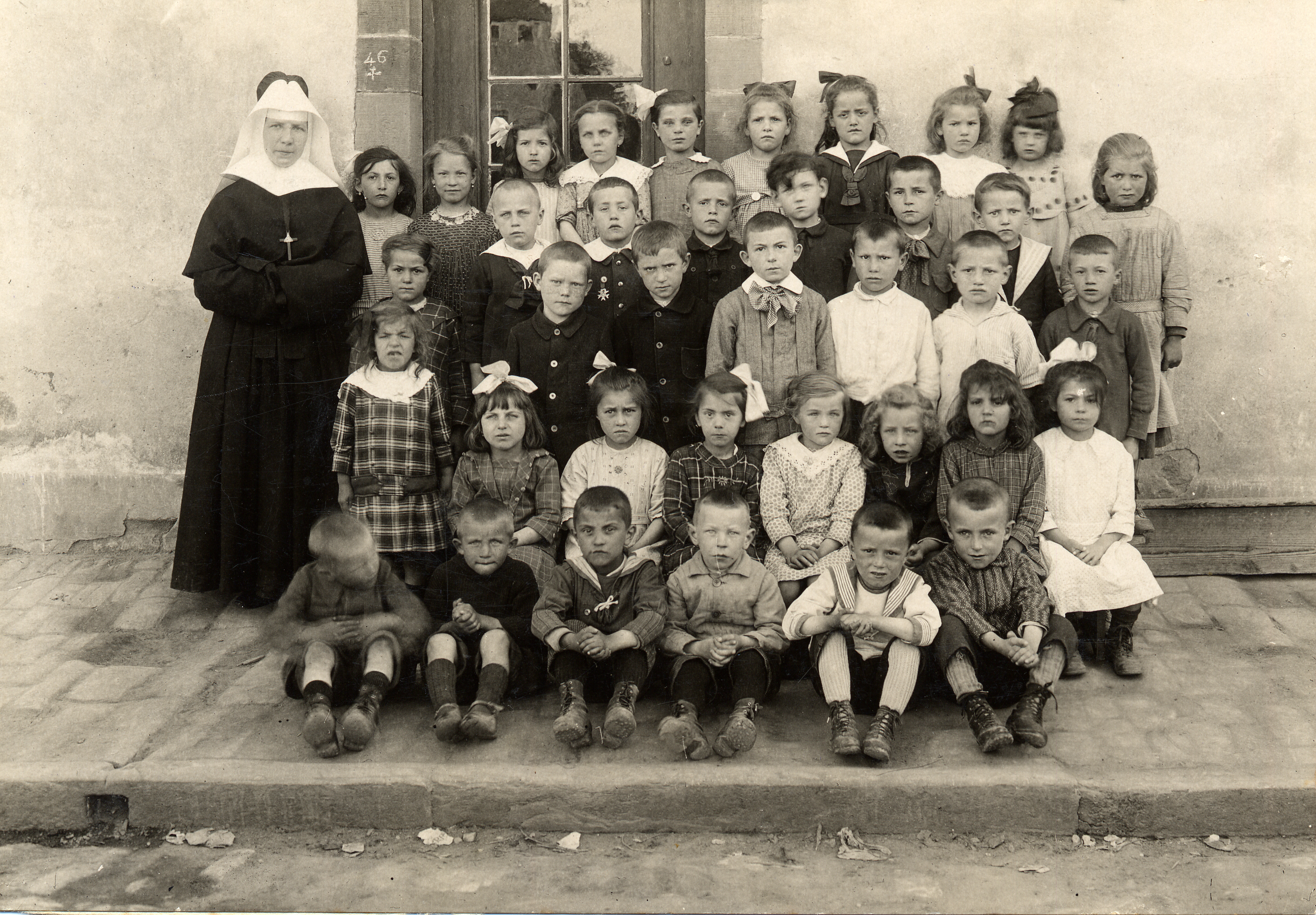
Une classe de l’école catholique en 1925.

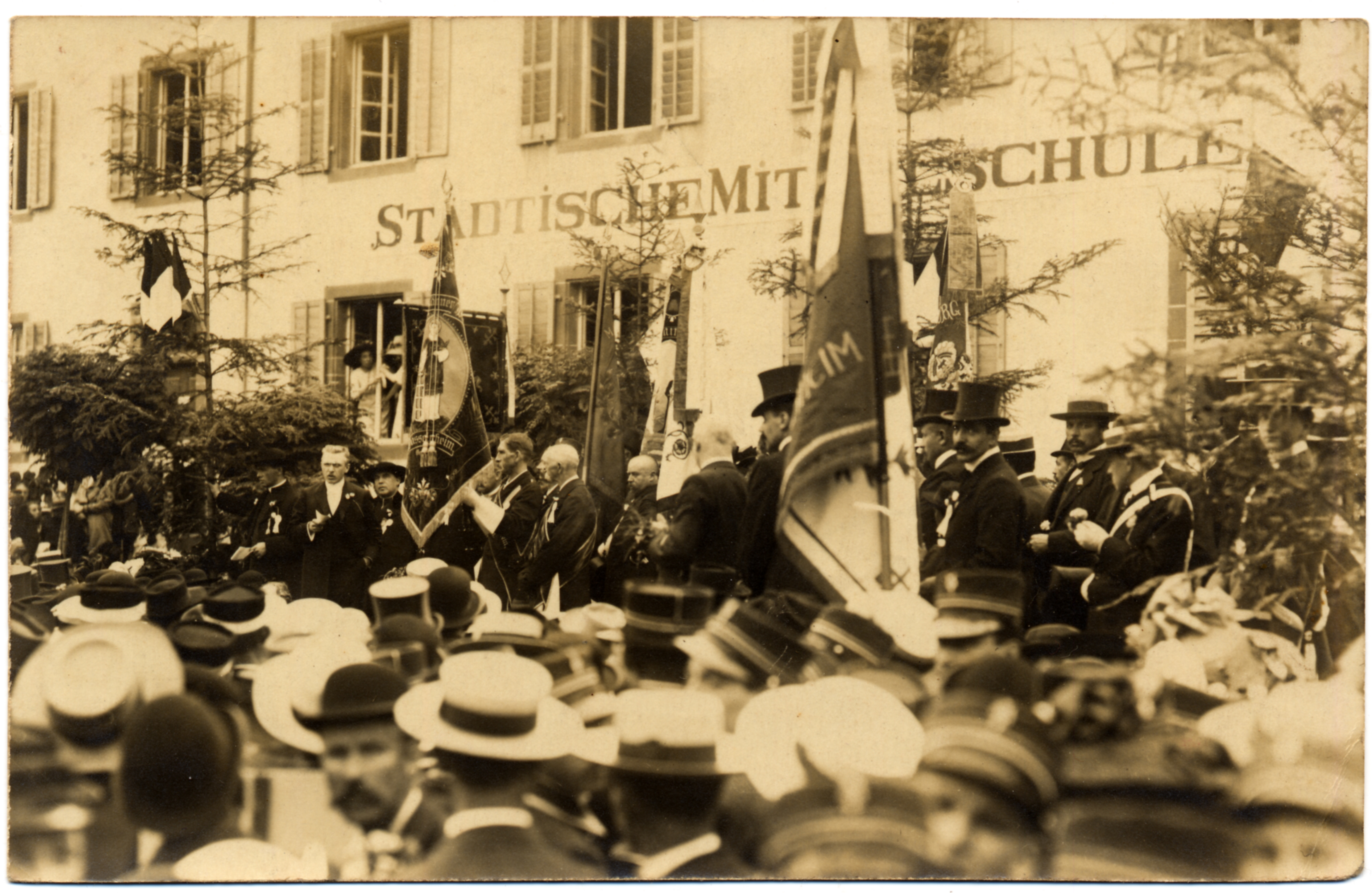
Canotiers et chapeaux melons
de rigueur pour une cérémonie
devant La Stadtische Mitteschule,
l’école de garçons vers 1930.

Avant-guerre, la communauté juive compte soixante sept membres. Elle se développe après la Première Guerre mondiale. Un nouvel oratoire est aménagé dans une maison située place du Château et inauguré en 1924.
En 1920 est fondé l'AS Wasselonne, un club de football affilié à la Ligue d'Alsace de Football Association, club qui évolue aujourd'hui en Troisième Division Départementale, soit le dernier échelon du football français, où il a souvent du mal à terminer ses saisons en première moitié de classement.
En 1936, pendant le Front populaire, une grève très dure éclate aux usines Amos, menée par l’ouvrier cordonnier et syndicaliste de la CGT Charles Beutelstetter et son ami Émile Beck, qui deviennent à la Libération en 1945, maire de Wasselonne pour l’un, et conseiller municipal FFI pour l’autre.
L’église catholique Saint-Jean-Bosco située rue de Cosswiller, due à l’architecte Muller de Colmar est édifiée entre 1938 et 1941. Le 13 juin 1937, le Conseil de Fabrique décide la reprise des travaux interrompus au début du siècle, et un an après, le 5 juin 1938, Monseigneur Charles Ruch, évêque de Strasbourg, bénit et pose la première pierre. Elle est en béton recouvert d’un parement en grès rose en façade, au niveau des entrées et à la base du clocher. Un grand bas-relief représentant saint Jean Bosco surmonte le grand porche central. Le recteur Antoine Gébus, grâce à son énergie, réussit à faire terminer les travaux malgré les difficultés dues à la Seconde Guerre mondiale.
À l’entrée en guerre avec l’Allemagne, la communauté juive de Wasselonne compte soixante dix-neuf membres.

### La Seconde Guerre mondiale (1939-1945)

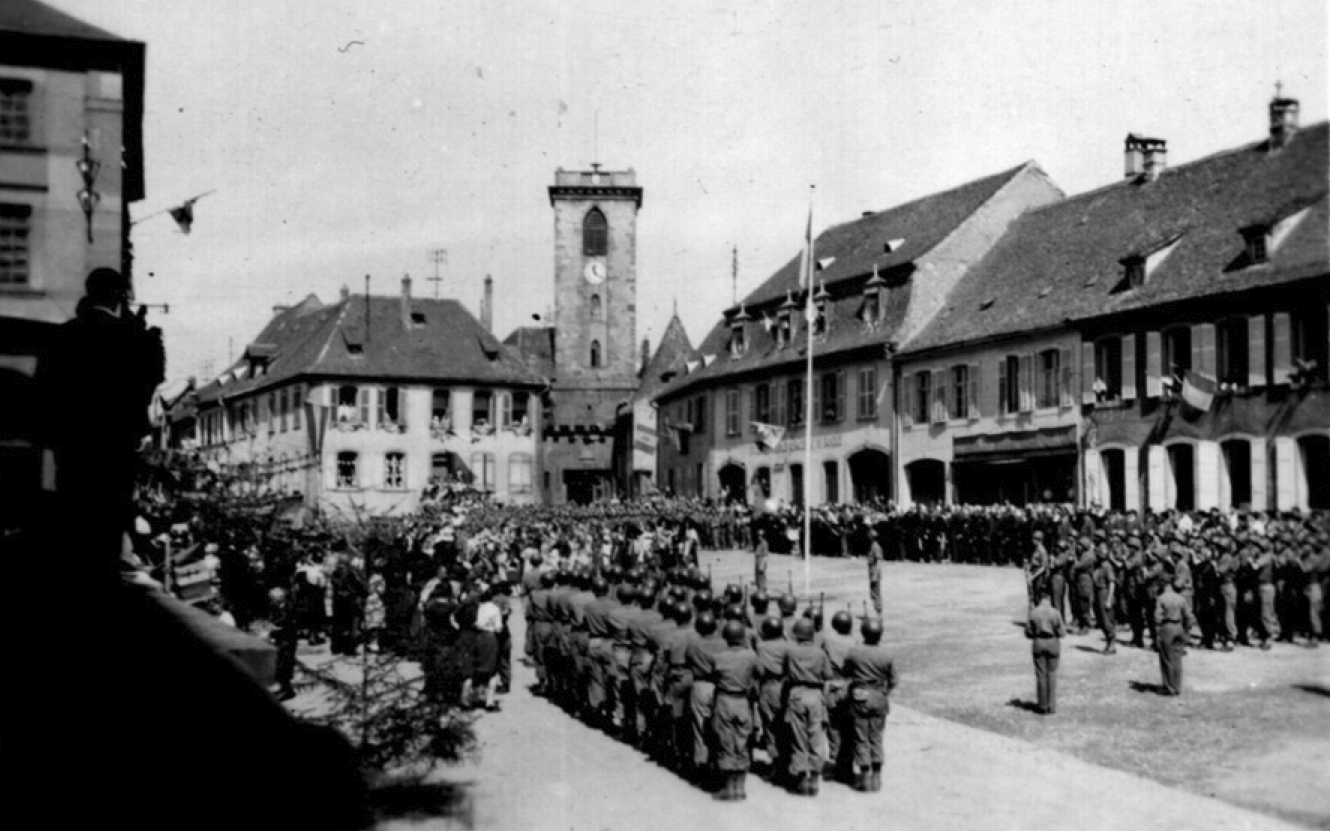
Cérémonies de la libération devant
l’Hôtel de Ville en présence du général
Leclerc de Hautecloque, novembre 1944.

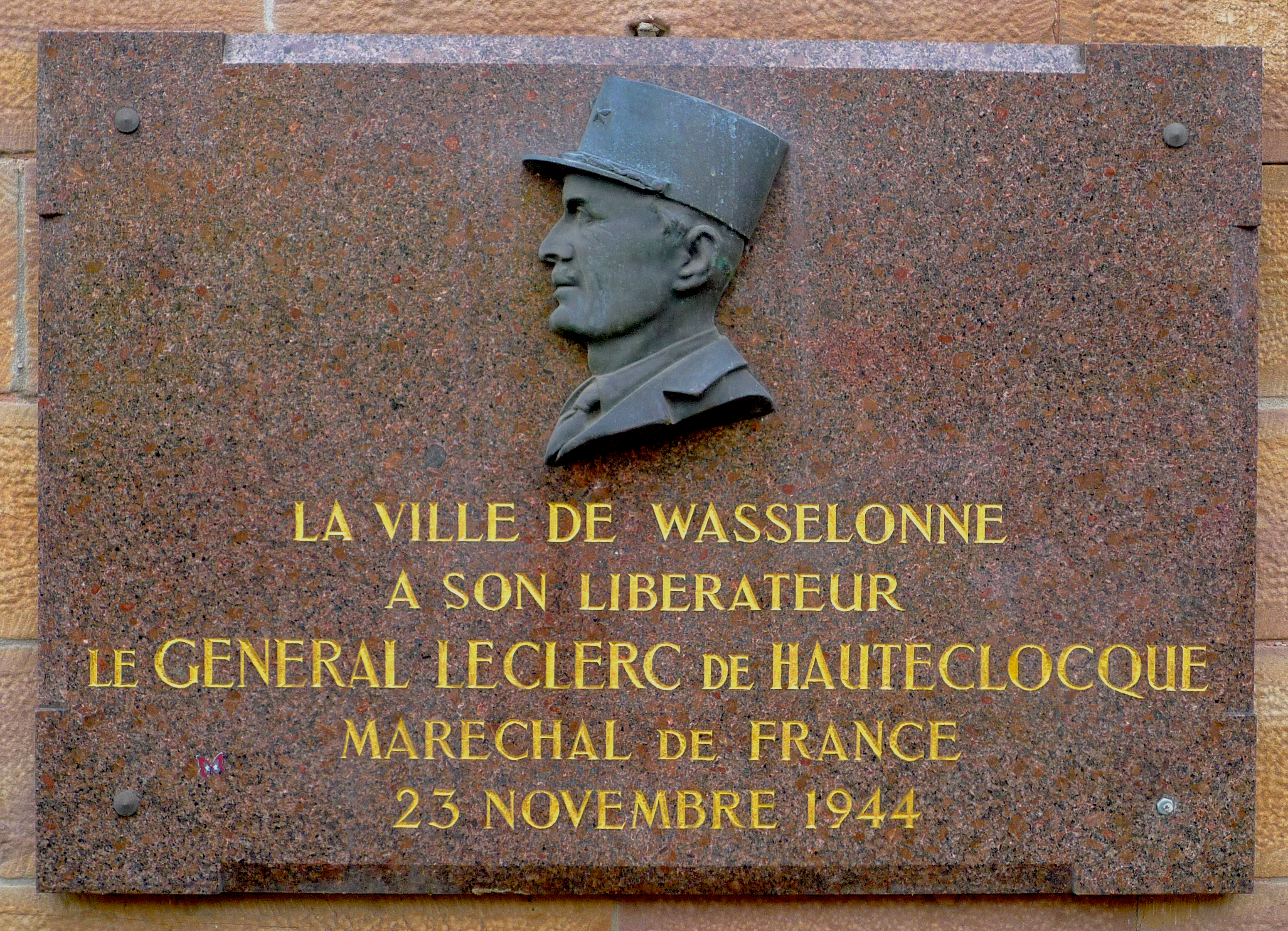
Plaque commémorative de la libération de la ville par le général Leclerc.

Le 2 juin 1941, c’est la bénédiction de la nouvelle église par Monseigneur Théodore Douvier, vicaire général du diocèse, et l’ouverture d’un pèlerinage à saint Jean Bosco. C’est la fin de cent quatre-vingt-dix années de simultanéum.
Lors de l’annexion de l’Alsace, l’administration municipale est nazifiée. C’est l’instituteur germanophile Émile Bapst qui est nommé maire de Wasselonne par les autorités. Pendant son mandat, il dénonce de nombreux Wasselonnais pour différents motifs. Lors de l’épuration, il échappe aux représailles du groupe local des FFI commandé par le directeur d’école, le lieutenant Marcel Jost, grâce à l’intervention de son adjoint Émile Beck, pourtant lui-même interné au camp de Schirmeck du fait des agissements de Bapst.

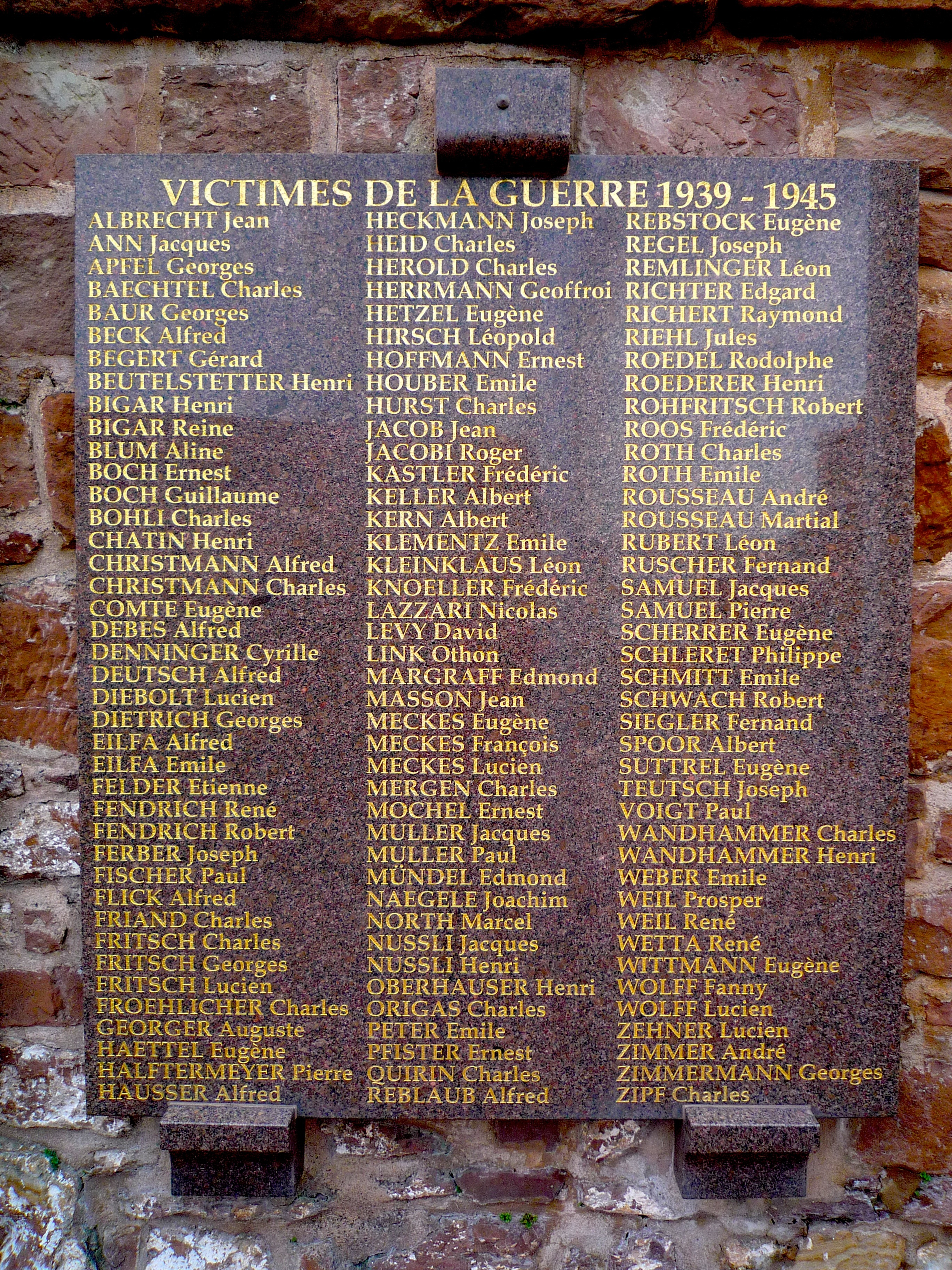
Les morts de 1939-1945.

Au cours de la Seconde Guerre mondiale, Wasselonne a payé un lourd tribut : d'une part, treize réfractaires sont morts avant l’annexion, en Afrique du Nord et pendant la Libération de l’Alsace en 1944, soixante-deux incorporés de force sont morts au combat et vingt-huit sont encore portés disparus en 1991. D'autre part, onze Wasselonnais juifs ont été déportés par les Nazis et ne sont jamais revenus des camps d’extermination : il s’agit d’Henri et Reine Bigar, d’Aline Blum, de Léopold Hirsch, de David Lévy, de Jacques et Pierre Samuel, de René et Prosper Weil, et de Lucien et Fanny Wolf, auxquels vient s’ajouter le protestant Henri Roederer mort en 1943. L’unique rescapé juif des camps est Jean Samuel, mort en 2010, déporté au camp d’extermination d’Auschwitz avec l’écrivain Primo Levi, qui en fait le personnage de Pikolo dans son livre Si c'est un homme.
Le 23 novembre 1944, arrivant de Romanswiller pour foncer sur Strasbourg, le général Leclerc libère la ville à la tête de la 2e Division Blindée.
Trois combattants de la 2e Division Blindée sont tombés au champ d’honneur pour la libération de Wasselonne et de l’Alsace le 23 novembre 1944 : Yves Corré, quartier-maître, mort à Wasselonne, Antoine Mandrichi, matelot, mort à Romanswiller et inhumé à Wasselonne et le sous-lieutenant Roger Torterue de Sazilly qui est décapité par un coup de panzerfaust alors qu’il ouvre la route de son détachement du Régiment Blindé de Fusiliers Marins à bord de l’automitrailleuse "Hunier" dans le défilé du Kronthal.
À la date anniversaire de la libération de Wasselonne, la municipalité, les anciens combattants et des habitants de la cité de se rendent à la stèle érigée au Kronthal en mémoire de ces trois soldats de la 2e Division Blindée qui, à cet endroit, ont payé de leur vie la libération de l’Alsace.

### L’Après-Guerre et les «Trente Glorieuses» (1945-1976)

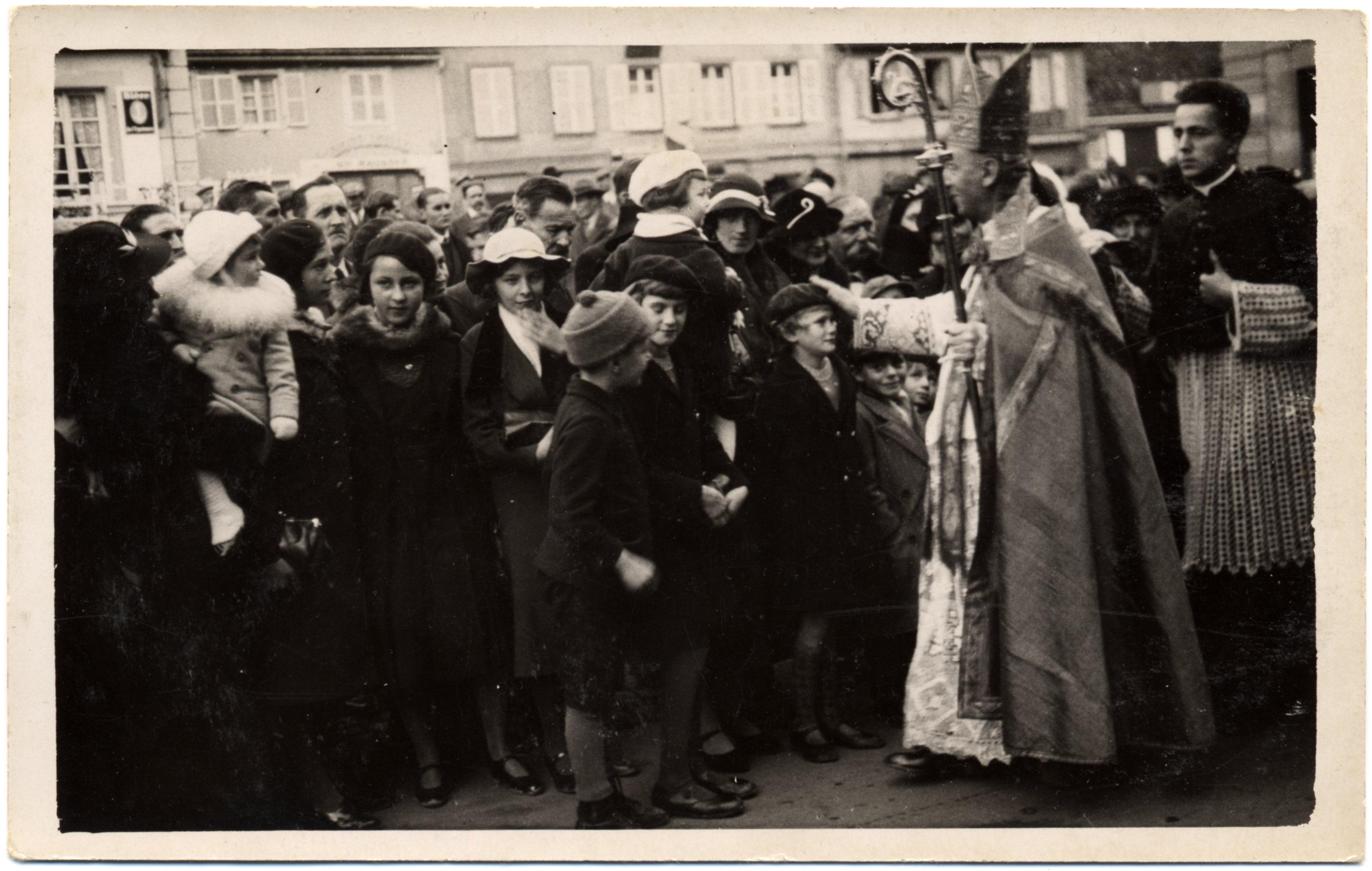
Mgr Charles Ruch, évêque de Strasbourg
en visite pastorale. 1945.

En 1945, c’est l’aubergiste Charles Beutelstetter qui devient le premier magistrat de la ville.
En raison de l’Occupation et du décès subit de Mgr Ruch, la consécration de l’église par Mgr Jean-Julien Weber, évêque de Strasbourg n’aura lieu que le 26 mai 1947.
Le vétérinaire Charles Haberer est élu à la mairie en mars 1959.
Wasselonne ne profite guère des Trente Glorieuses et voit de nombreuses entreprises fermer dans l’entre-deux-guerres : la chapellerie Provot, l’huilerie Clauss en 1949 et l’huilerie Baur en 1960. La même année, Raymond Klein cesse de produire des interrupteurs électriques.
Au sortir de la guerre, la famille Lux de Wasselonne ouvre une vaste salle de cinéma au-dessus de son restaurant  À l’Étoile, sur la place de la Mairie. De son côté, un tourneur (projectionniste) itinérant de Wasselonne vivote en desservant les petites communes alentour.
 La population de Wasselonne est peu francophone, on projette exclusivement des films en version allemande sous-titrés en français. Face à la concurrence de la télévision, le cinéma L’Étoile ferme définitivement en 1988 en projetant le film de Jean-Jacques Annaud, L’Ours.

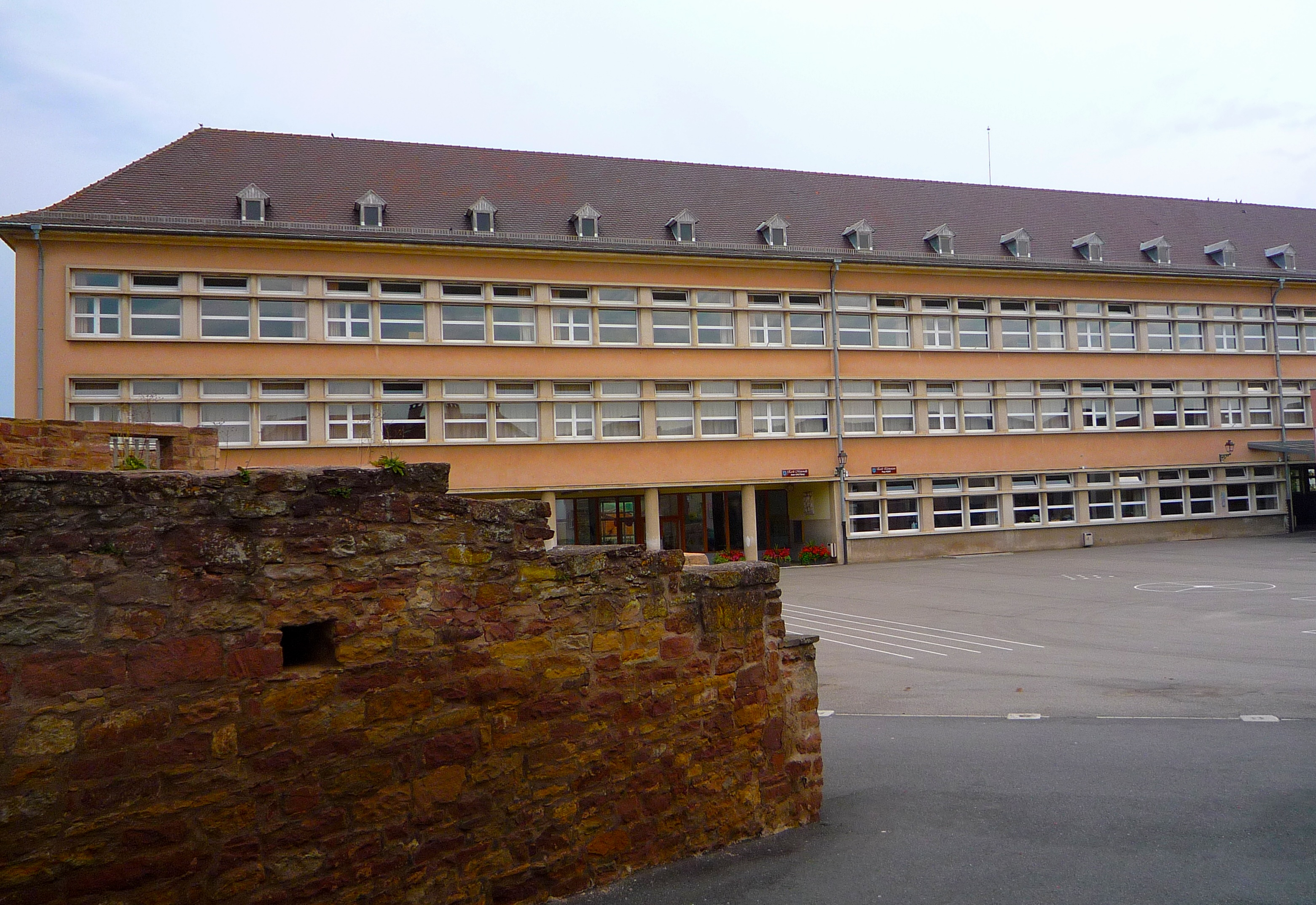
Le groupe scolaire Marcel Jost,
ouvert en 1953 dans la cour du Château.

Le groupe scolaire Marcel Jost est construit sur la place du château dans les années 1950-1953. Il accueille un collège d’enseignement général qui remplace les nombreuses écoles confessionnelles de la ville tenues par des Congrégations.
En mars 1965, un médecin originaire de Saverne, le Dr Robert Beck, devient maire de Wasselonne.
Au milieu des années 1960, le contournement de Wasselonne sur la Nationale 4 (actuelle D 1004) est mis en service, ce qui permet de désengorger le centre de la ville, dont l’étroite rue principale en pente raide ne parvenait plus à contenir le trafic automobile sans cesse croissant.
Le classement des voies communales est adopté par le Conseil municipal le 29 juin 1962 et leur numérotation est normalisée. À la même période, les rues secondaires sont goudronnées et l’éclairage municipal se modernise. Les maisons sont raccordées progressivement au tout à l’égout.

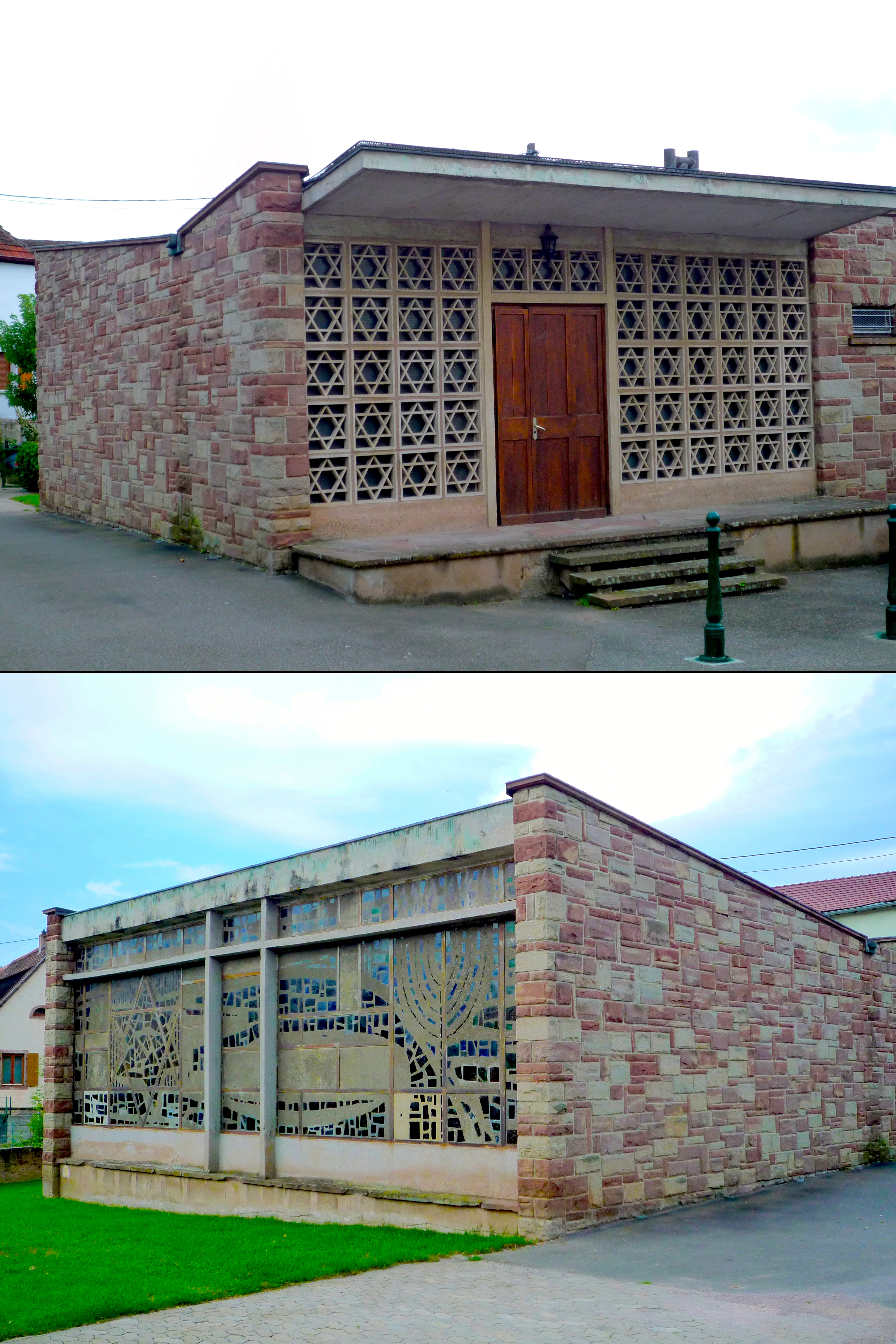
La synagogue
inaugurée en 1960.

Enfin, après la Seconde Guerre mondiale, la communauté juive compte une cinquantaine de membres et se réunit dans des maisons particulières, à l’exception des fêtes de Yom Kippour et Rosh Hachana, où elle louait une salle au restaurant l’Étoile, sur la place de la mairie.
 Une petite synagogue est enfin construite par l’architecte René Heller sous la présidence de René Neymann et inaugurée en 1960 sur un terrain cédé par la ville, rue de la Poste.
Elle est décorée d’une grande verrière du maître-verrier Tristan Ruhlmann. C’est l’unique synagogue rurale construite après la guerre en Alsace.
Au niveau des infrastructures sportives, le centre de loisirs de Wasselonne est créé en 1965 par le Docteur Robert Beck, alors maire de la ville.

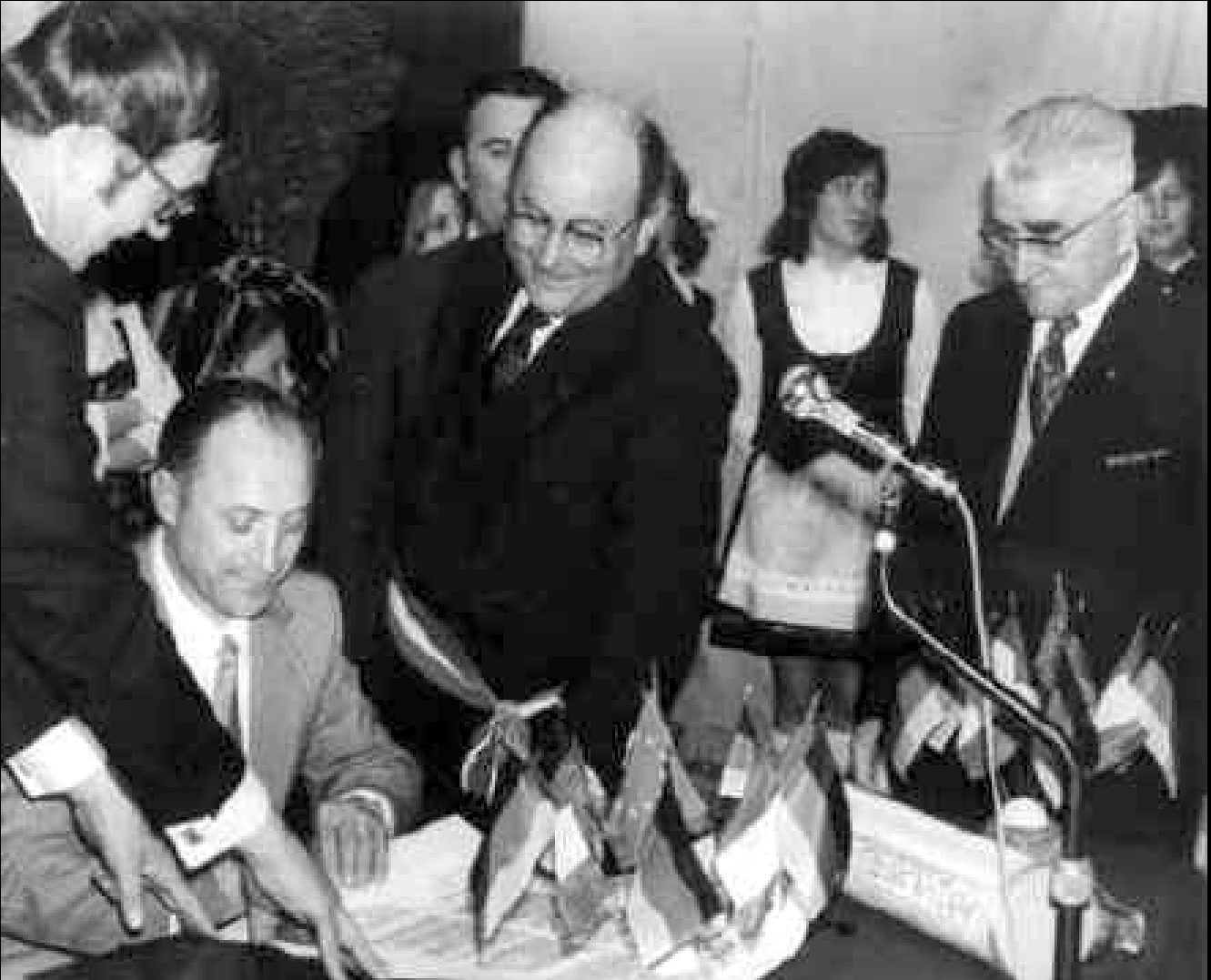
Le Bürgermeister Werner Schwarz
et le Dr. Robert Beck signent
la charte du jumelage le 24 octobre 1971.

Wasselonne perd son abattoir municipal en 1967.
C'est également au cours des années soixante que la voie ferrée de Wasselonne réduit son activité. Le dernier autorail circule le 3 mars 1969. Le trafic de marchandises subsistera néanmoins jusqu’en 1988, essentiellement pour la desserte d’un dépôt des Comptoirs agricoles de Hochfelden et d’un dépôt de munitions et d’Artillerie lourde sur voie ferrée situé à Romanswiller, qui classe la ligne comme « stratégique ». Déclassée en 1993 et déposée en totalité, les bâtiments voyageurs et les halles de marchandises ont été vendus et l’ancienne plate-forme de la voie ferrée a été transformée en piste cyclable qui relie Molsheim à Romanswiller.
L’allemand reste enseigné comme première langue de manière quasi obligatoire jusqu’à la fin des années 1970. De nos jours, l’alsacien est, comme partout en Alsace, en nette régression même si on l’entend encore beaucoup, et l’allemand est enseigné comme langue étrangère de manière facultative.
Le 24 octobre 1971 la ville conclut un accord de jumelage avec Dahn, dans le Palatinat, pour commémorer les liens anciens qui unissent les deux cités et réaffirmer l’amitié franco-allemande.

## Culture locale et patrimoine

### Monuments et lieux touristiques

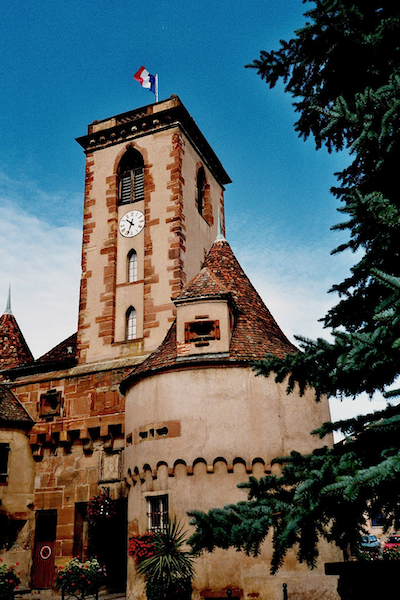
La tour de l’ancien château. XIIIe siècle

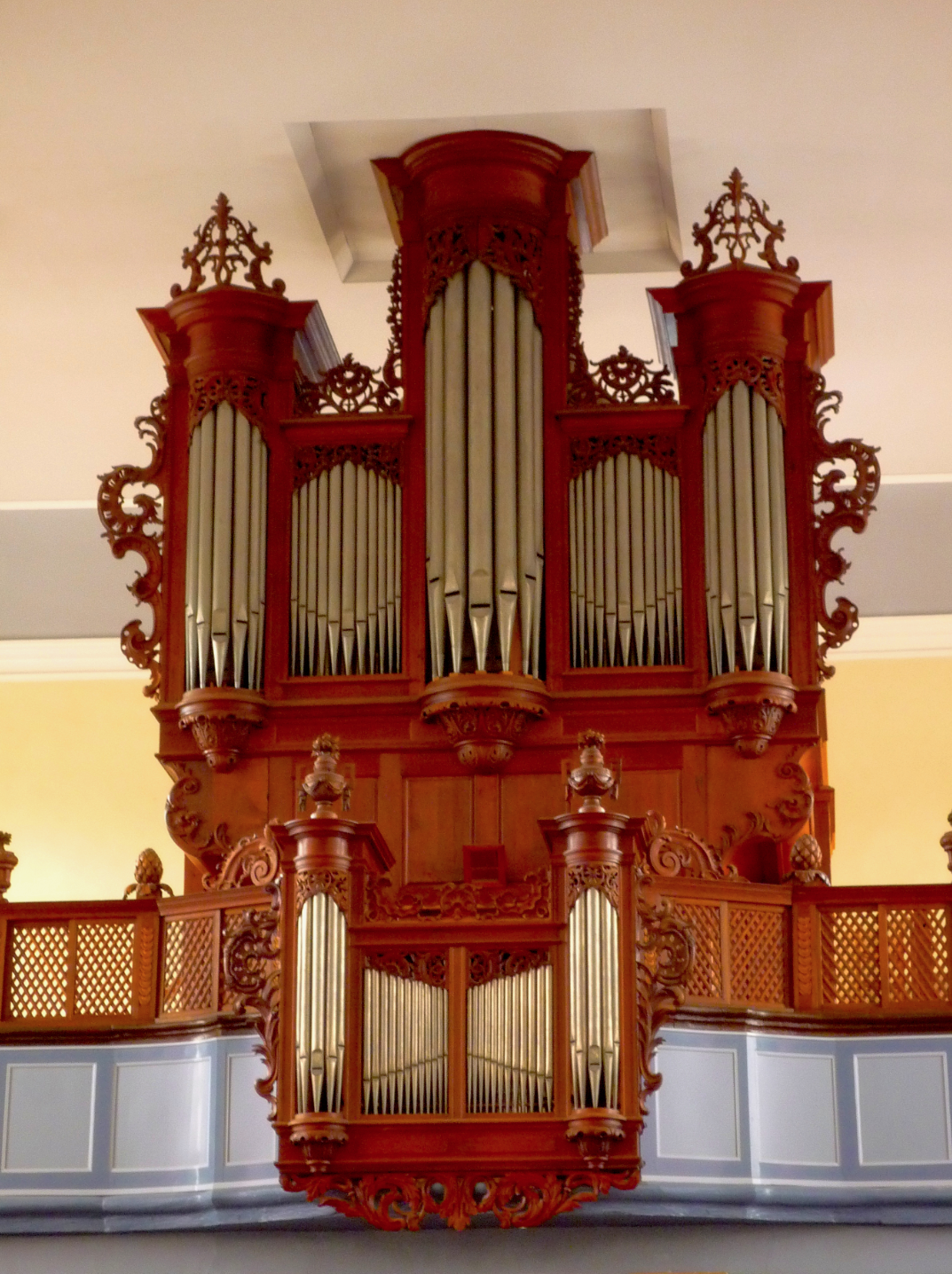
L’orgue historique de
Jean-André Silbermann, 1745.

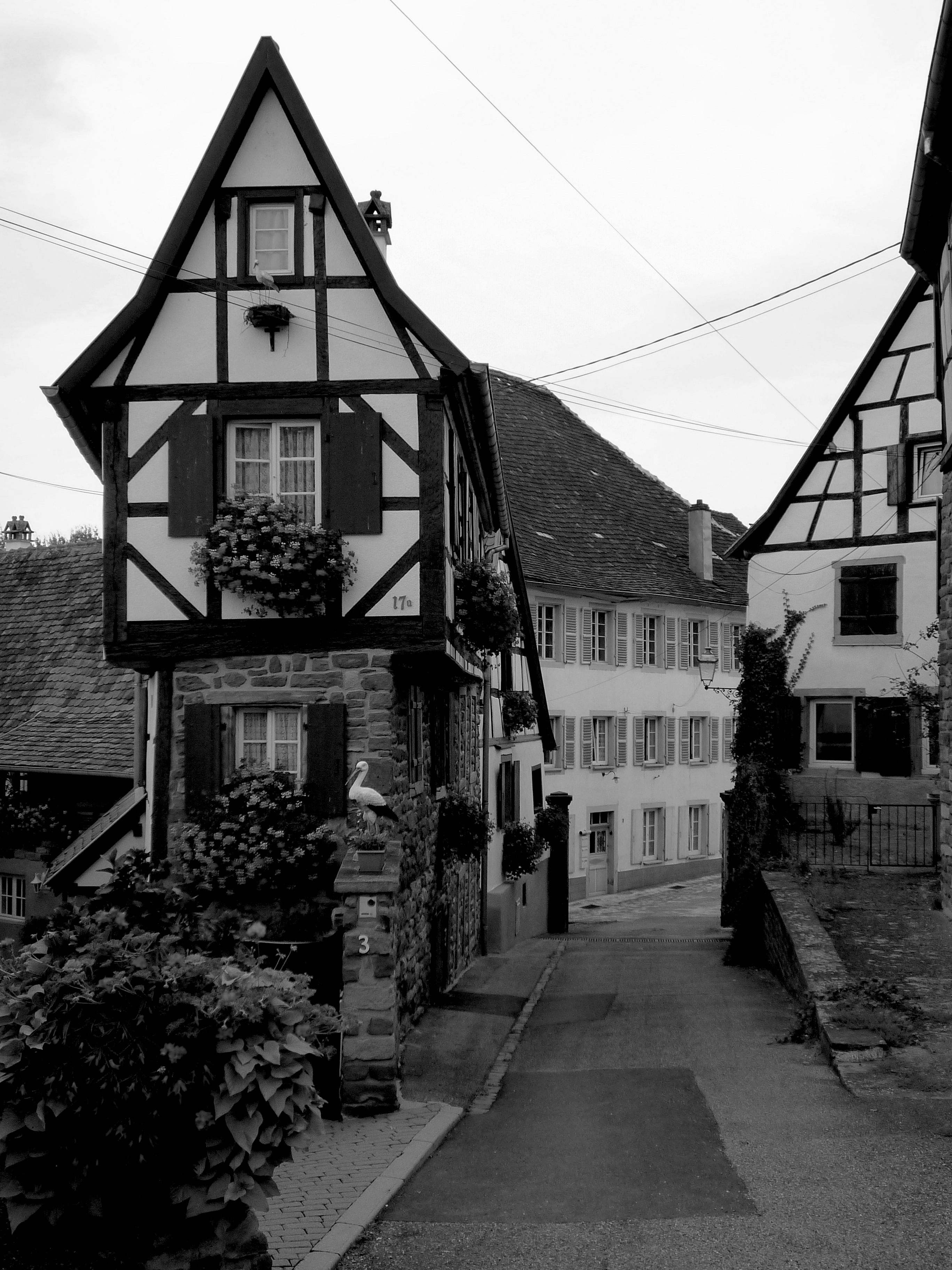
Maison à colombages, XVIIe siècle.

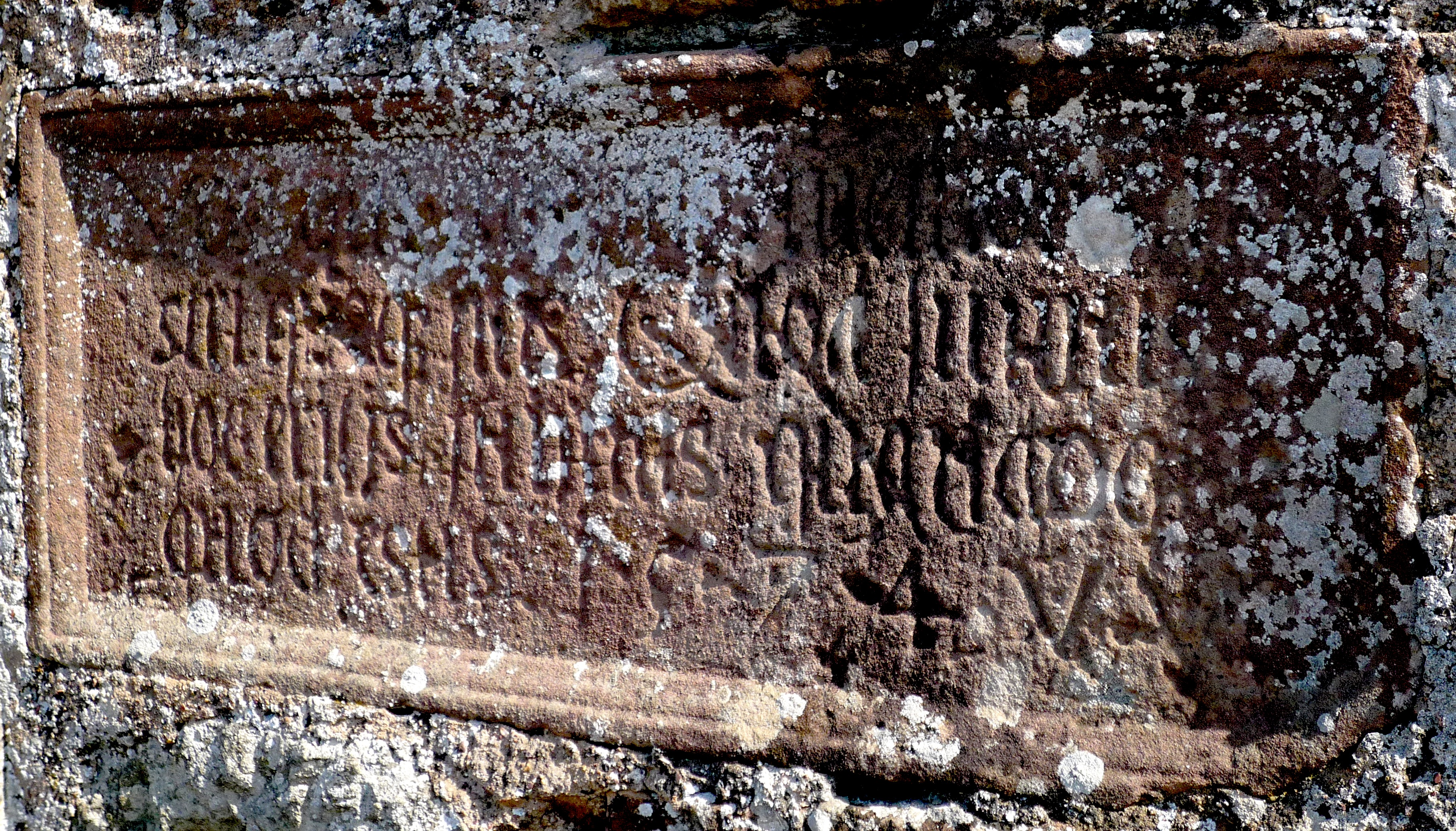
Cimetière protestant, inscription lapidaire 1574

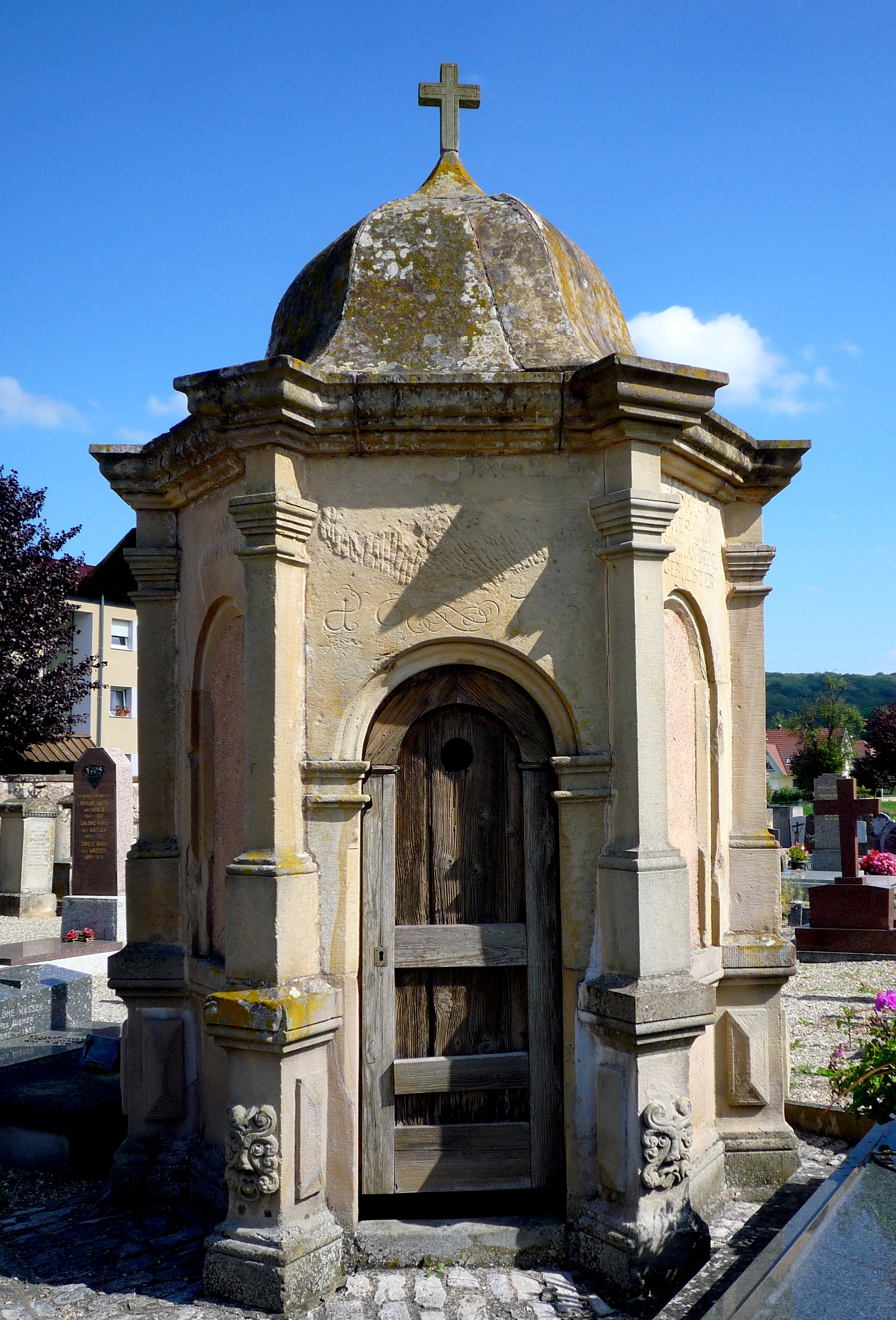
Cimetière protestant, chaire pastorale, 1673.

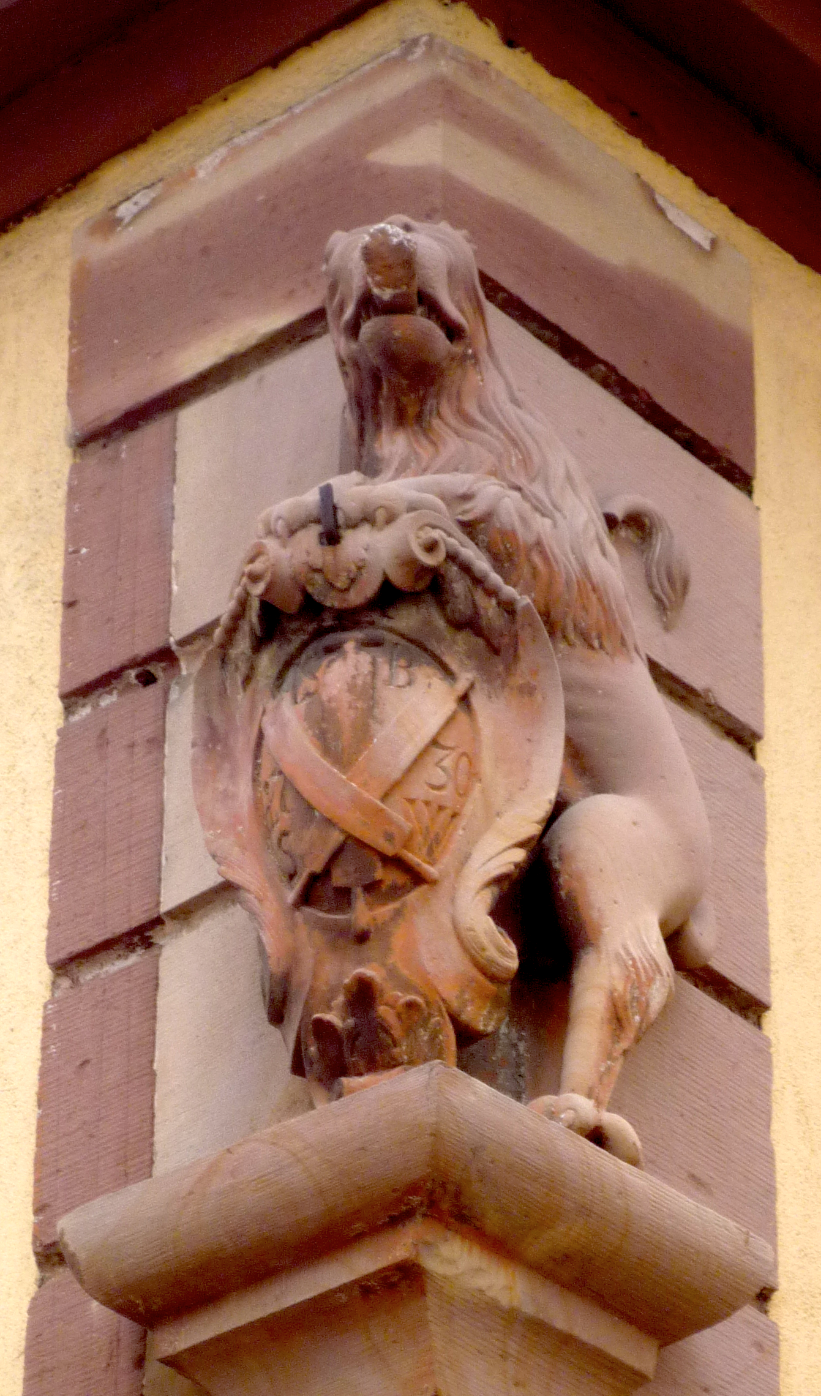
Enseigne de tanneur, 1730

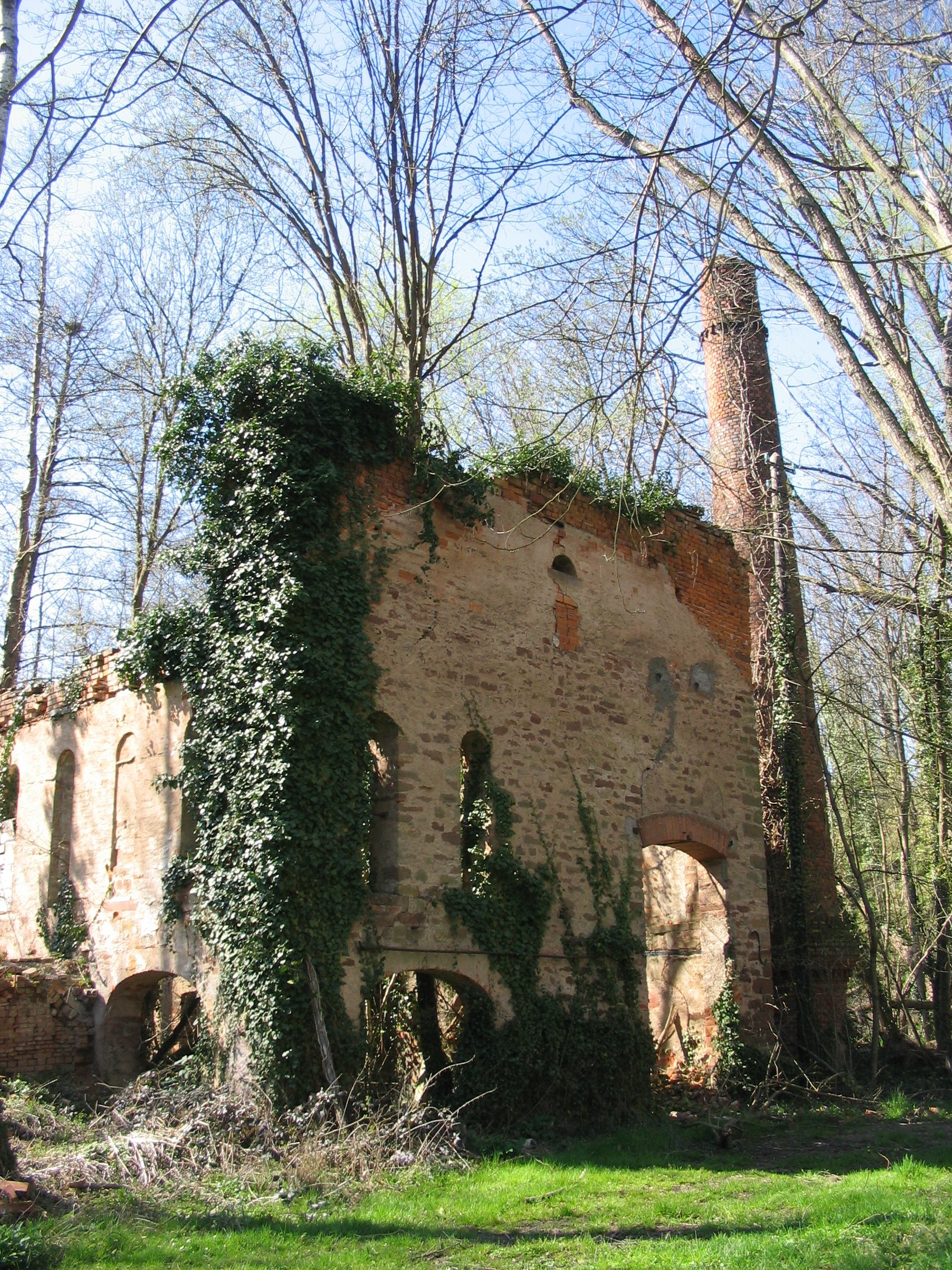
Bâtiment de l’ancienne briqueterie Pasquay au lieu-dit la Papeterie.

- Le château de Wasselonne : au Moyen Âge, Wasselonne était défendu par un château fort flanqué de vingt-sept tours, un des plus importants de Basse Alsace. Il n’en reste que la porte d’entrée surmontée d’une tour carrée, l’ancienne demeure du bailli, quelques pans de murs d’enceinte ainsi que la base d’une tour ronde. Flanquée de deux tourelles rondes, la porte a été surélevée en 1789 par une tour carrée, afin de remplacer la tour de guet se trouvant au centre du château et détruite en 1674. La partie inférieure comportait le logement du gardien et des cellules pour prisonniers. Une meurtrière au-dessus de la voûte de la porte d'entrée est fermée par une pierre de taille cylindrique que l’on peut faire pivoter facilement. En dessous, un cadre comportait les armoiries du seigneur local, armoiries qui furent martelées lors de la Révolution française.

- L’église protestante saint Laurent. Dans le lieu de culte resté protestant (place du Général Leclerc) est conservée l'ancienne chaire de style rocaille, réalisée en bois de chêne. Au-dessus de l'abat-voix sont placées les deux tables de la loi qui rappellent les dix commandements. Sous la chaire se trouve un pélican sculpté, qui est symbole du sacrifice du Christ qui s'est offert jusqu'à la mort pour que ses enfants vivent. L’ancien autel protestant de l'église simultanée a trouvé place dans la chapelle à l'entrée de l'église. 
Réalisé en 1820, il est décoré aux quatre angles par les têtes des évangélistes et sur les côtés par une patène avec des hosties ainsi que des épis de blé et une coupe avec des rameaux de vigne, éléments qui rappellent la communion de la sainte cène. Sur la face avant, sur une Bible ouverte, se trouve l’inscription « Herr, dein Evangelium bleibt in Ewigkeit » (Seigneur, ton Évangile demeure à jamais).
Les vitraux de la nef, du XIXe siècle, représentent l’apôtre Pierre avec la Bible et la clef, et l’apôtre Paul avec la Bible et l’épée tranchante de la parole de Dieu.

Dans le chœur ont été ajoutés en 1974 des vitraux modernes qui rappellent, Noël, la naissance ; Pâques : la résurrection de Jésus ; Pentecôte : le don du Saint Esprit, début de l’église.
- Elle abrite aussi un magnifique orgue de Jean-André Silbermann à 30 jeux. Construit en 1745 et placé à l’origine aux Dominicains de Guebwiller. Vendu comme Bien national après la Révolution française, il fut acheté par la commune de Wasselonne en 1791. Classé Monument historique, c’est l’un des mieux conservés d’Alsace. Il est, depuis sa restauration par Gaston Kern en 1992, toujours en service[38].
- Le cimetière protestant de Wasselonne. À l'entrée, une pierre de 1574 porte l'inscription latine, témoin de sagesse populaire : Vos qui transitis memores nostri quoque sitis. Quod sumus hoc eritis, fuimus quandoque quod estis (Vous qui passez, souvenez-vous aussi de nous. Ce que nous sommes, vous le serez, ce que vous êtes, nous l'avons été).
D’un côté du cimetière se trouve une remarquable chaire pastorale construite sur un plan hexagonal en 1673. Sur les murs sont immortalisés dans la pierre les noms des notables de l’époque, dont celui du pasteur Magister Wolfgang Paulus Gnilius (1627-1675). Sur une des faces est reproduit un verset du livre de l’Apocalypse 14, 13 : « Selig sind die Toten, die in dem Herren sterben von nun an. Sie ruhen von ihrer Arbeit »  (Heureux dès à présent ceux qui sont morts dans le Seigneur. Ils se reposent de leurs labeurs). 
Au milieu de nombreuses tombes intéressantes se trouve celle de Charles Blaesius et de son épouse. Ce pasteur était en service à Wasselonne pendant 40 ans, jusqu’à sa mort en 1863. Le monument funéraire porte une grande croix en grès, sous laquelle est placée une Bible ouverte.
- L’Hôtel de ville. Les plans de la « halle aux blés » sont signés par l’architecte Charles Alexandre François Morin en 1848. Les travaux, sous la direction du maître d’œuvre Keller de Wasselonne, furent confiés aux entrepreneurs Michel Ebel et Jean Léopold. La réception des travaux eut lieu en 1852.
- Important et riche centre économique régional du XVIIe au XIXe siècle, Wasselonne a connu un essor rapide de l’artisanat et de la petite industrie, tanneries, moulins, filatures… La ville comptait de nombreuses corporations, celle des boulangers étant la première à être organisée, comme en témoignent les nombreux emblèmes de métiers sculptés sur les linteaux de portes. Wasselonne possède une densité et une variété d’emblèmes unique en Alsace. Un circuit des emblèmes des métiers d’autrefois a été aménagé par l’Office de Tourisme et des visites guidées sont proposées le mercredi soir en été, puis sur demande préalable tout au long de l’année.
- La papeterie. Vers le milieu du XVIIIe siècle, Charles Pasquay hérita d’un moulin à farine, d’un moulin à huile et d’un moulin à papier. Son fils y ajouta une fabrique de papier peint. Vers 1825, les activités du papier furent remplacées par une briqueterie, une filature de laine et une usine à chaux. Actuellement, le domaine de 15 hectares appartient toujours à la famille Pasquay et de nombreux vestiges sont encore visibles et classés aux monuments historiques : l’entrée est du XVIIIe siècle et récemment rénovée, la maison de maître (1770-1780), les ruines de la briqueterie et d’usine à chaux, le parc, etc.
- Les anciennes gares de chemin de fer de Wasselonne et de la Papeterie, qui étaient situées sur la ligne de Sélestat à Saverne, avant la dépose de la ligne 17/3 de Molsheim à Saverne en 1991-1993 qui a été remplacé par une piste cyclable reliant Romanswiller à Molsheim.
- Le Moulin dit Trumpfenmühle dans le quartier de la Petite-Suisse, ancien moulin à farine à deux tournants. Exploité par la famille Trumpff jusqu’à la fin du XIXe siècle[39].

Le premier représentant de la famille Trumpf, Jörg, est cité en 1611. Les bâtiments encore existants datent du XVIIIe siècle, et sont menacés de ruine. Sur le plan cadastral de 1832, l’édifice qui dispose de deux roues hydrauliques en dessous est mentionné : blanchisserie de Trumpf.
De l’important complexe figurant sur le plan de 1832, il ne subsiste que deux bâtiments disposés en équerre. Celui qui abrite le logis principal est couvert par un toit à deux versant brisés et croupes.
- De nombreuses et importantes maisons à colombages du XVIIe siècle dans la ville basse près de la Mossig. Ce sont souvent d’anciennes filatures, ou d’anciennes tanneries caractérisées par leurs greniers de séchage.

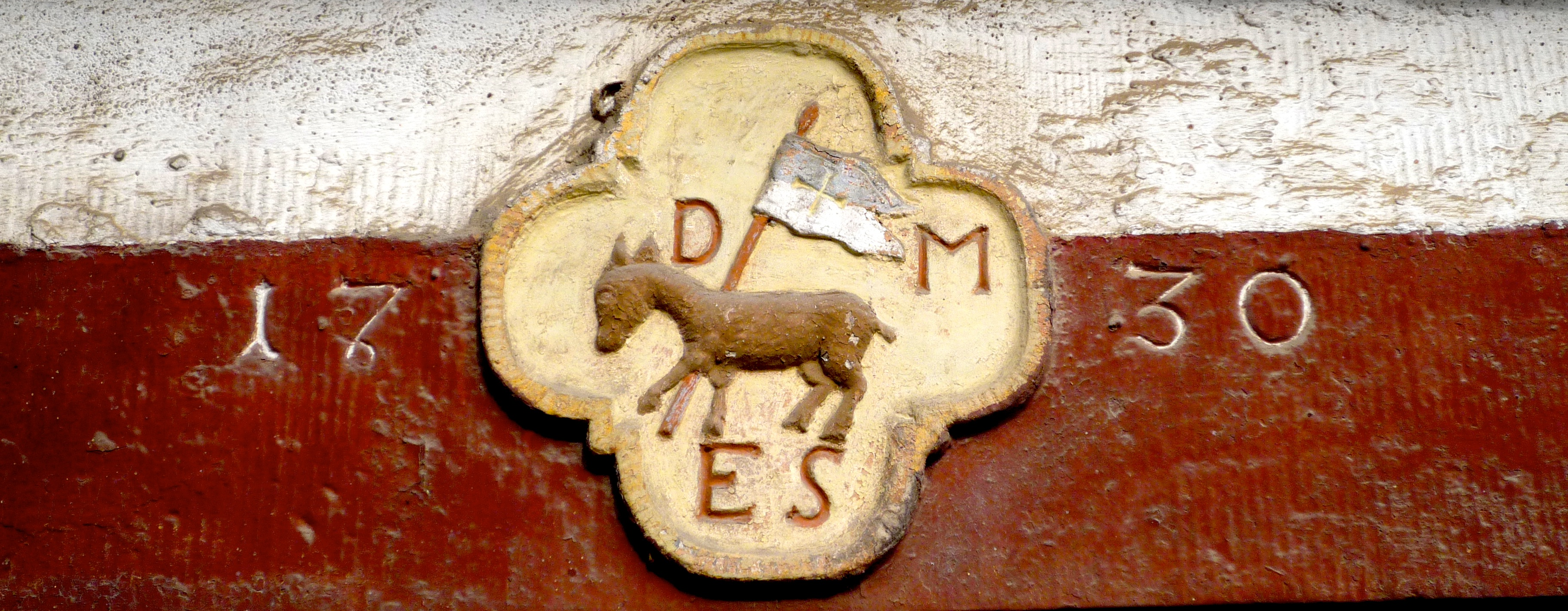
Linteau à l’Agneau de 1730

### Personnalités liées à la commune

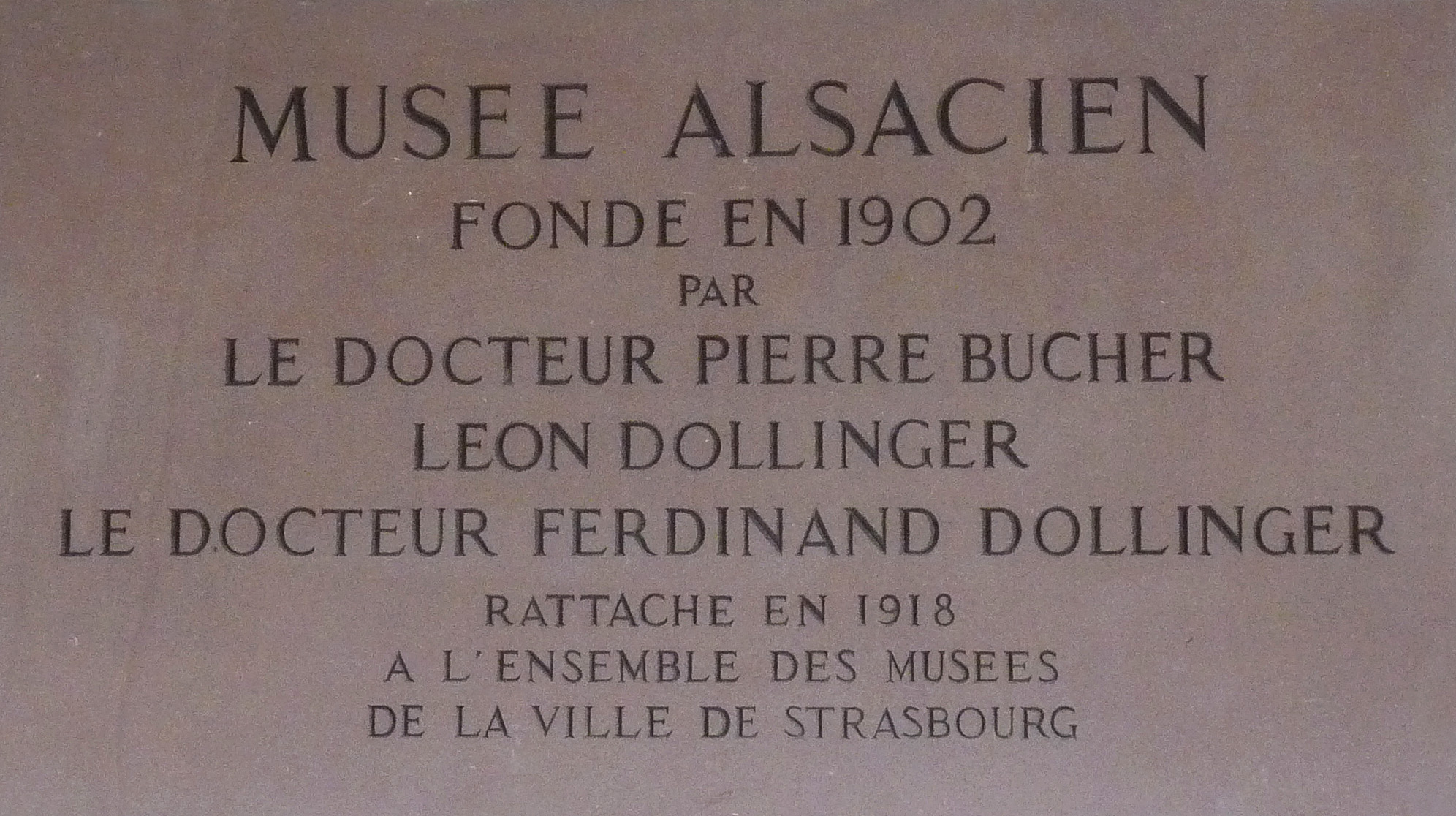
Musée alsacien de
Strasbourg
Plaque à la mémoire
des frères F. et L. Dollinger.

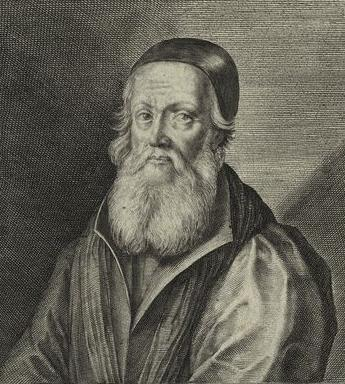
L’évêque Edmund Grindal
réfugié à Wasselonne
en 1554.

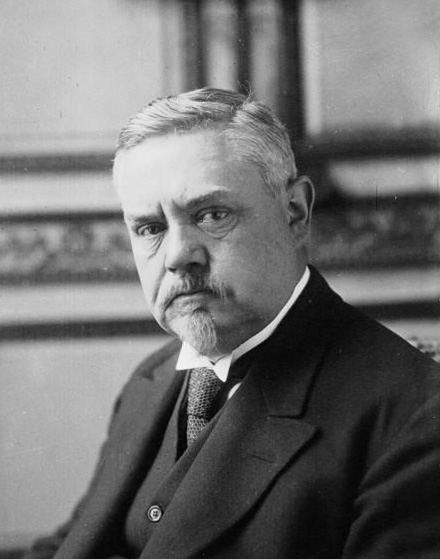
Alfred Oberkirch en 1928.

- Henri Ackermann (1932-), dentiste à Wasselonne et un des leaders de la communauté juive de France.
- Général Paul Amos (1835-1905), qui s’est distingué lors de la Campagne d’Italie de Napoléon III et lors du siège de Metz en 1870.
- Ferdinand Dollinger (1862-1936), écrivain, et Léon Dollinger (1866-1921), médecin, cofondateurs du Musée Alsacien.
- Edmund Grindal. L’évêque de Londres qui devint en 1576 primat d’Angleterre, se réfugia à Wasselonne en mai 1554 pour se soustraire aux persécutions que sa volonté de réforme lui avait attirées sous le règne de la reine Mary I. Il s’instruisit de la langue allemande, au point qu'il y prêcha publiquement dans cette langue. Il y resta jusqu’en 1559
- Philippe-Xavier Horrer,  dernier bailli de Wasselonne, auteur d’un Dictionnaire géographique, historique et politique de l'Alsace, en douze volumes qu’il publie à partir de 1787.
- Marcel Jost,  instituteur puis directeur d’école, résistant FFI, adjoint au maire. Une rue l’honore dans la ville.
- Andreas Keller-Cellarius. Avant d’avoir terminé la publication de pamphlets, qui sont un écho du mouvement évangélique strasbourgeois, il est nommé au début de 1525 pasteur de Wasselonne, alors chef-lieu de bailliage rural de Strasbourg. Il y publie en 1530 un petit catéchisme pour enfants en quatre feuillets : Beriecht der Kinder zu Waselnheim in Frag und Antwurt gestelt. Il est très apprécié par les fidèles de toute la région, nombreux à accueillir favorablement le protestantisme. Il reste à Wasselonne jusqu’en septembre 1536.
- Émile Kopp (1817-1875), chimiste, directeur du Laboratoire Universitaire de Chimie de Paris, précurseur de la chimie atomique.
- Robert Minder (1902-1980), professeur au Collège de France, titulaire de la Chaire de Langues et littératures d’origine germaniques. Une rue l’honore dans la ville.
- La famille Neymann,  fondatrice de la communauté israélite, est la plus ancienne famille juive de Wasselonne à y demeurer. Implantée à la fin du XIXe siècle, Neymann est la plus vieille fabrique de pain azyme de France encore en activité.
- Alfred Oberkirch (1867-1947), médecin, maire, président du Conseil général, député et sous-secrétaire d’État.
- Jean Samuel (1922-2010), pharmacien, déporté avec l’écrivain Primo Levi qui en a fait le personnage de Pikolo dans son livre Si c'est un homme[40].
- Mgr Henri Streicher (1863-1952), évêque missionnaire qui œuvra en Afrique comme vicaire apostolique de l’Ouganda.
- Jean-Michel Truong - Psychologue et philosophe de formation, cet écrivain, petit-fils du conseiller municipal FFI Émile Beck, est né à Wasselonne en 1950. Il a reçu le Grand prix de l'Imaginaire en l’an 2000 pour son roman Le Successeur de pierre.

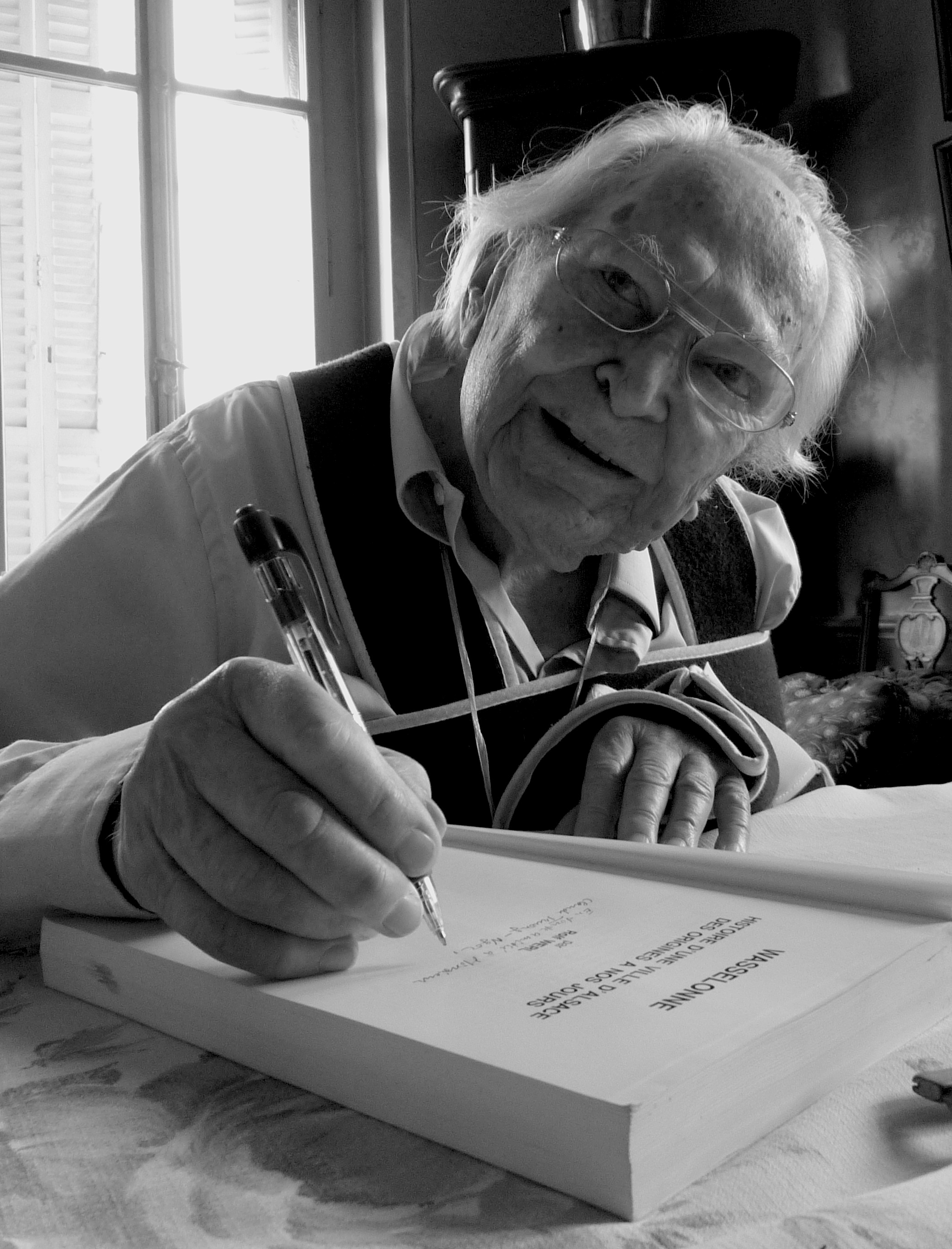
L’historien de Wasselonne
Rolf Werl en 2011.

- Rolf Werl,  historien. Né à Cassel (Hesse) en 1916, le protestant Rolf Werl, de la famille Amos par sa mère, se passionne pour sa ville dès son plus jeune âge et voit disparaître impuissant l’héritage familial, passé en d’autres mains, puis englouti par la crise du textile. Il fait ses études de lettres à Bordeaux. Il a été secrétaire général de l’AFGES de 1936 à 1939. Au fil du temps il devient le spécialiste de l’histoire de Wasselonne sur laquelle il soutient une thèse de doctorat ès lettres en 1989. En 1991, il publie son ouvrage majeur, Wasselonne, histoire d’une ville d'Alsace des origines à nos jours, qui est suivi d’un recueil de photos et de cartes postales anciennes, Wasselonne et son canton. Il fonde le Cercle d’Histoire de Wasselonne. Rolf Werl, membre de l’Académie des Marches de l’Est depuis 1992 est chevalier de la Légion d'honneur et titulaire de la médaille de la Jeunesse et des Sports. Retiré à Strasbourg, il est mort en 2015[41].